# Lista odcinków serialu Kości
Poniżej znajduje się lista odcinków serialu telewizyjnego Kości emitowanego przez amerykańską stację telewizyjną FOX. Łącznie powstało 12 serii, które składają się z 246 odcinków.
| Sezon | Sezon | Odcinki | Oryginalna emisja   | Oryginalna emisja | Premiera na DVD      | Premiera na DVD      | Premiera na DVD      |
| Sezon | Sezon | Odcinki | Premiera sezonu     | Finał sezonu      | Region 1             | Region 2             | Region 4             |
| ----- | ----- | ------- | ------------------- | ----------------- | -------------------- | -------------------- | -------------------- |
|       | 1     | 22      | 13 września 2005    | 17 maja 2006      | 28 listopada 2006    | 30 października 2006 | 1 listopada 2007     |
|       | 2     | 21      | 30 sierpnia 2006    | 16 maja 2007      | 11 września 2007     | 15 października 2007 | 3 grudnia 2008       |
|       | 3     | 15      | 25 września 2007    | 19 maja 2008      | 18 listopada 2008    | 17 listopada 2008    | 4 marca 2009         |
|       | 4     | 26      | 3 września 2008     | 14 maja 2009      | 6 października 2009  | 26 października 2009 | 27 października 2009 |
|       | 5     | 22      | 17 września 2009    | 20 maja 2010      | 5 października 2010  | 18 października 2010 | 27 października 2010 |
|       | 6     | 23      | 23 września 2010    | 19 maja 2011      | 11 października 2011 | 17 października 2011 | 9 listopada 2011     |
|       | 7     | 13      | 3 listopada 2011    | 14 maja 2012      | 9 października 2012  | 1 października 2012  | 7 listopada 2012     |
|       | 8     | 24      | 17 września 2012    | 29 kwietnia 2013  | 8 października 2013  | 30 września 2013     | 20 listopada 2013    |
|       | 9     | 24      | 16 września 2013    | 12 maja 2014      | 16 września 2014     | 15 września 2014     | 26 listopada 2014    |
|       | 10    | 22      | 25 września 2014    | 4 czerwca 2015    | 29 września 2015     | 12 października 2015 | 8 sierpnia 2016      |
|       | 11    | 22      | 1 października 2015 | 21 lipca 2016     | 3 stycznia 2017      | 7 listopada 2016     | 7 grudnia 2016       |
|       | 12    | 12      | 3 stycznia 2017     | 28 marca 2017     | 13 czerwca 2017      | 19 czerwca 2017      | 14 czerwca 2017      |

## Sezon 1
Odcinki sezonu 1. były emitowane w innej kolejności niż numery w serii.
| 1 | Pilot                          | Pilot                      | Greg Yaitanes          | Hart Hanson                     | 13 września 2005  | 1AKY79        |
| Dr Temperance Brennan (nazywana też Bones), antropolog sądowa, musi rozwiązać zagadkę i zidentyfikować kości, które wyłowiono z dna jeziora. Jednakże gdy odkrywa, kim była ofiara, morderstwo okazuje się wiązać ze śmierdzącą polityczną sprawą. Bones szuka pomocy u agenta FBI, Seeleya Bootha, który przekonuje swojego szefa, by ten pozwolił Bones zostać jego partnerką w sprawach, w których przydatne są jej umiejętności. |                                |                            |                        |                                 |                   |               |
| 2 | The Man in the S.U.V.          | Mężczyzna w terenówce      | Hart Hanson            | Stephen Nathan                  | 20 września 2005  | 1AKY02 (1x02) |
| Mężczyzna ginie, prowadząc pojazd zarejestrowany na pochodzącego z Bliskiego Wschodu człowieka. Wkrótce ekipa Bones orientuje się, że znajduje się na tropie terrorysty. |                                |                            |                        |                                 |                   |               |
| 3 | A Boy in the Tree              | Chłopiec na drzewie        | Patrick Norris         | Hart Hanson                     | 27 września 2005  | 1AKY01 (1x01) |
| W kampusie ekskluzywnej prywatnej szkoły zostają znalezione wiszące na drzewie gnijące zwłoki syna wenezuelskiej ambasador. Złudnie prosta sprawa, która łączy pracowników szkoły i uczniów, szybko zmienia się w mieszankę kłamstw, seksu i skandalu. |                                |                            |                        |                                 |                   |               |
| 4 | The Man in the Bear            | Mężczyzna w niedźwiedziu   | Allan Kroeker          | Laura Wolner                    | 1 listopada 2005  | 1AKY04 (1x04) |
| Brennan i Booth jadą do stanu Waszyngton w sprawie śledztwa dotyczącego ludzkiej ręki, którą znaleziono w brzuchu niedźwiedzia. |                                |                            |                        |                                 |                   |               |
| 5 | A Boy in a Bush                | Chłopiec w krzakach        | Jesús Salvador Treviño | Steve Blackman, Greg Ball       | 8 listopada 2005  | 1AKY05 (1x05) |
| Booth prosi Brennan o pomoc w odszukaniu i zidentyfikowaniu szczątków sześcioletniego chłopca, Charliego, który zniknął z lokalnego parku. |                                |                            |                        |                                 |                   |               |
| 6 | The Man in the Wall            | Mężczyzna w ścianie        | Tawnia McKiernan       | Elizabeth Benjamin              | 15 listopada 2005 | 1AKY06 (1x06) |
| Kiedy Brennan i Angela wszczęły bójkę w nocnym klubie, Brennan rzuca kogoś na ścianę, która pęka, odkrywając zmumifikowane szczątki. |                                |                            |                        |                                 |                   |               |
| 7 | A Man on Death Row             | Skazaniec                  | David Jones            | Noah Hawley                     | 22 listopada 2005 | 1AKY03 (1x03) |
| Prawnik skazanego na śmierć prosi Bootha, by ten pomógł w udowodnieniu niewinności jego klienta, nim wyrok zostanie wykonany. Agent zgadza się i prosi Bones oraz jej ekipę o pomoc. |                                |                            |                        |                                 |                   |               |
| 8 | The Girl in the Fridge         | Dziewczyna w lodówce       | Sanford Bookstaver     | Dana Coen                       | 29 listopada 2005 | 1AKY07 (1x07) |
| Brennan wychodzi na kolację wraz ze swoim byłym profesorem, a zarazem byłym kochankiem, kiedy Booth prosi ją i jej ekipę o zidentyfikowanie szczątków młodej kobiety znalezionej w lodówce. |                                |                            |                        |                                 |                   |               |
| 9 | The Man in the Fallout Shelter | Mężczyzna w schronie       | Greg Yaitanes          | Hart Hanson                     | 13 grudnia 2005   | 1AKY08 (1x08) |
| Brennan i jej ekipa zajmują się identyfikacją ciała znalezionego w schronie. W trakcie cięcia kości Zack przypadkowo uwalnia trujący pył, który staje się powodem kwarantanny, jakiej na czas świąt musi się poddać ekipa. |                                |                            |                        |                                 |                   |               |
| 10 | The Woman at the Airport       | Kobieta na lotnisku        | Greg Yaitanes          | Teresa Lin                      | 25 stycznia 2006  | 1AKY10 (1x10) |
| Brennan i Booth prowadzą śledztwo w sprawie części ciała kobiety, które znaleziono w pobliżu L.A. International Airport. Ich praca jest utrudniona ze względu na liczne operacje plastyczne, które przeszła ofiara. |                                |                            |                        |                                 |                   |               |
| 11 | The Woman in the Car           | Kobieta w samochodzie      | Dwight Little          | Noah Hawley                     | 1 lutego 2006     | 1AKY09 (1x09) |
| Kiedy spalone ciało kobiety zostaje znalezione w samochodzie, w którym są ślady porwania dziecka, Brennan i Booth podejrzewają ojca chłopca, Carla Deckera. Sprawa bardziej się komplikuje, gdy Decker okazuje się człowiekiem chronionym przez program ochrony świadków. |                                |                            |                        |                                 |                   |               |
| 12 | The Superhero in the Alley     | Superbohater w zaułku      | James Whitmore Jr.     | Elizabeth Benjamin              | 8 lutego 2006     | 1AKY12 (1x12) |
| Brennan i Booth prowadzą śledztwo w sprawie pochodzenia rozkładającego się ciała, które znaleziono ubrane w niecodzienny kostium w jednej z uliczek. Bones i Booth odkrywają, że nastolatek, którego szczątki znaleźli, prowadził drugie życie. |                                |                            |                        |                                 |                   |               |
| 13 | The Woman in the Garden        | Kobieta w ogrodzie         | Sanford Bookstaver     | Laura Wolner                    | 15 lutego 2006    | 1AKY13 (1x13) |
| Booth i Brennan zostają wezwani, gdy w bagażniku samochodu członka gangu zostaje znalezione ciało. W czasie przesłuchania mężczyzny nadjeżdża samochód. Wybucha strzelanina, która ułatwia ucieczkę podejrzanemu. Booth i Brennan podążają za wskazówkami, które doprowadzają ich zarówno do kolejnego pustego grobu, jak i do domu senatora, gdzie pracował członek gangu. |                                |                            |                        |                                 |                   |               |
| 14 | The Man in the Fairway         | Mężczyzna na polu golfowym | Tony Wharmby           | Steve Blackman                  | 8 marca 2006      | 1AKY14 (1x14) |
| Brennan i Zack przeszukują miejsce rozbicia samolotu z chińskimi dyplomatami i kobietą. Na miejscu zdarzenia Brennan znajduje fragmenty kości, które nie mogą należeć do żadnego z pasażerów, ale mogą należeć do człowieka, który zaginął pięć lat wcześniej. Dr Goodman nakazuje ekipie skupić się wyłącznie na sprawie dyplomatów, ale Bones decyduje się, za jego plecami prowadzić śledztwo w sprawie fragmentów kości. |                                |                            |                        |                                 |                   |               |
| 15 | Two Bodies in the Lab          | Dwa ciała w laboratorium   | Allan Kroeker          | Stephen Nathan                  | 15 marca 2006     | 1AKY15 (1x15) |
| Brennan właśnie umawia się na randkę przez Internet, kiedy dostaje bardzo pilne zadanie – w zatoce Chesapeake znaleziono podziurawione kulami zwłoki, a FBI chce wiedzieć, czy jest to James Cugini, mafioso, który zaginął sześć lat temu. Booth, który prowadzi śledztwo, jest jednocześnie pochłonięty inną sprawą – w opuszczonym magazynie znaleziono przywiązany do łóżka szkielet, wszystko wskazuje na to, że ciało było bardzo poważnie okaleczone. Wieczorem, kiedy Brennan idzie na randkę, ktoś strzela do niej. Brennan roztrzęsiona wraca do Instytutu – jest przekonana, że ktoś próbuje ją powstrzymać od rozwiązania zagadki jednego z morderstw, którymi obecnie się zajmuje. Dlatego tym bardziej jest zdeterminowana, by jak najszybciej wyjaśnić obie sprawy. |                                |                            |                        |                                 |                   |               |
| 16 | The Woman in the Tunnel        | Kobieta w tunelu           | Joe Napolitano         | Greg Ball, Steve Blackman       | 22 marca 2006     | 1AKY11 (1x11) |
| Brennan i Booth schodzą do innego świata, który bezdomni stworzyli sobie w tunelach. Bones i Booth znajdują w szybie wentylacyjnym szczątki kobiety-filmowca. |                                |                            |                        |                                 |                   |               |
| 17 | The Skull in the Desert        | Czaszka na pustyni         | Donna Deitch           | Jeff Rake                       | 29 marca 2006     | 1AKY17 (1x17) |
| Podczas wakacji Angela znajduje czaszkę. Prosi Bones o pomoc w zidentyfikowaniu ofiary, ponieważ obawia się, że może to być czaszka jej chłopaka, który zaginął z miejscową przewodniczką. Śledztwo wiedzie ekipę od agresywnego chłopaka strażniczki przez lokalnego szeryfa aż do grupy fałszerzy. |                                |                            |                        |                                 |                   |               |
| 18 | The Man with the Bone          | Mężczyzna z kością         | Jesús Salvador Treviño | Craig Silverstein               | 5 kwietnia 2006   | 1AKY16 (1x16) |
| Booth i Brennan prowadzą dochodzenie w sprawie 300-letniej kości palca i miejsca, gdzie mógł zostać ukryty skarb piratów. Hodgins jest podekscytowany, kiedy może opuścić laboratorium i pomóc w sprawie, jednak jego życie jest zagrożone i Booth oraz Bones będą musieli go uratować. |                                |                            |                        |                                 |                   |               |
| 19 | The Man in the Morgue          | Mężczyzna w kostnicy       | James Whitmore Jr.     | Noah Hawley, Elizabeth Benjamin | 19 kwietnia 2006  | 1AKY18 (1x18) |
| Brennan bierze urlop i jedzie do Nowego Orleanu, by pomóc w identyfikacji ofiar huraganu Katrina. Któregoś dnia budzi się w hotelu pobita i cała we krwi, nie pamięta, co się stało. Booth przyjeżdża, by pomóc jej dowiedzieć się, co się wydarzyło. Gdy miejscowa policja odnajduje martwego eksperta medycznego, Brennan zostaje główną podejrzaną. Śledztwo kieruje bohaterów w świat voodoo. |                                |                            |                        |                                 |                   |               |
| 20 | The Graft in the Girl          | Dziewczynka z implantem    | Sanford Bookstaver     | Laura Wolner, Greg Ball         | 26 kwietnia 2006  | 1AKY19 (1x19) |
| Ekipa pomaga córce szefa Bootha, Sama Cullena – Amy. Wykryto u niej raka po przeszczepie fragmentu kości. Booth i Brennan odkrywają, że Amy nie jest jedyną ofiarą, która zaraziła się rakiem po przeszczepie. |                                |                            |                        |                                 |                   |               |
| 21 | The Soldier on the Grave       | Żołnierz na grobie         | Jonathan Pontell       | Stephen Nathan                  | 10 maja 2006      | 1AKY20 (1x20) |
| Brennan i Booth prowadzą śledztwo w sprawie samobójstwa na cmentarzu Arlington, wkrótce dowiadują się, że było to morderstwo, a ofiara była żołnierzem, który służył w Iraku. Podczas śledztwa mnożą się pytania bez odpowiedzi o stosunek ofiary do wojska. Wskazówki pomagają znaleźć odpowiedzi. W międzyczasie Booth wspomina swoją ciemną przeszłość jako snajpera w wojsku oraz horror wojny. |                                |                            |                        |                                 |                   |               |
| 22 | The Woman in Limbo             | Kobieta z czyśćca          | Jesús Salvador Treviño | Hart Hanson                     | 17 maja 2006      | 1AKY21 (1x21) |
| Brennan identyfikuje pewne kości i kamienieje, gdy orientuje się, że znalazła szczątki swojej matki. To ciężki cios dla Bones, która nie wiedziała, co stało się z jej rodzicami, którzy zaginęli 15 lat wcześniej. Śledztwo w tej sprawie otwiera Booth. Brennan jest zszokowana dowodami, które znajdują. Okazuje się, że jej rodzice mogli być kimś innym niż sądziła. Bones musi sobie poradzić z przeszłością rodziców i własną. |                                |                            |                        |                                 |                   |               |

## Sezon 2
Odcinki sezonu 2 były emitowane w innej kolejności niż numery w serii. Odcinek #2,19 był emitowany w czasie 3 serii.
| 1 (23) | The Titan on the Tracks              | Tytan na torach                | Tony Wharmby           | Hart Hanson                      | 30 sierpnia 2006    | 2AKY01 (2x01) |
| Brennan jest w trakcie pracy przy wypadku kolejowym, gdy okazuje się, że ma nowego szefa – dr Camille Saroyan. Pociąg wiózł popularnego senatora i wykoleił się z powodu samochodu, który zatrzymał się na torach. Brennan szuka odpowiedzi na pytanie, dlaczego ciało martwego biznesmena zostało umieszczone w tym samochodzie. W tym odcinku Bones stara się odnaleźć swego ojca. |                                      |                                |                        |                                  |                     |               |
| 2 (24) | The Mother and Child in the Bay      | Matka i dziecko w zatoce       | Jesús Salvador Treviño | Stephen Nathan                   | 6 września 2006     | 2AKY02 (2x02) |
| Booth i Brennan sprawdzają szczątki matki i jej płodu znalezione w zatoce Delaware. Ciało należy do młodej mężatki, która zaginęła w tajemniczych okolicznościach rok wcześniej. Jej mąż jest głównym podejrzanym w sprawie, ale zniknął zanim Booth i Bones zdążyli go przepytać. Booth jest smutny, bo jego była dziewczyna pozwala ich synowi spędzać czas ze swoim chłopakiem. |                                      |                                |                        |                                  |                     |               |
| 3 (25) | The Boy in the Shroud                | Chłopak w całunie              | Sanford Bookstaver     | Gary Glasberg                    | 13 września 2006    | 2AKY03 (2x03) |
| W śmieciarce znaleziono zwłoki młodego człowieka, który zaginął 3 tygodnie wcześniej. Śledztwo pokazuje, że młoda dziewczyna przygarnięta przez przybraną rodzinę jest główną podejrzaną. Narasta konflikt między Cam i Bones. |                                      |                                |                        |                                  |                     |               |
| 4 (26) | The Blonde in the Game               | Blondynka w grze               | Bryan Spicer           | Noah Hawley                      | 20 września 2006    | 2AKY04 (2x04) |
| Po wykopaniu szczątków młodej dziewczyny dla Bootha i Bones staje się jasne, że nie mają do czynienia z normalną sprawą. Potwierdza się to w laboratorium, kiedy odkrywają, że przyczyna śmierci jest podobna do tej, która jest wynikiem działań seryjnego zabójcy. Po rozmowie z mordercą Booth do niczego nie dochodzi, do czasu aż z Brennan znajdują ciało należące do kolejnej ofiary, która spoczywa na miejscu dopiero od tygodnia. Złapani w śmiertelną grę, Bones i jej ekipa muszą rozwiązać zagadki, by znaleźć współpracownika mordercy. Sprawa staje się coraz gorsza, gdy ekipa dowiaduje się, że kolejna ofiara jeszcze żyje. Muszą ją odnaleźć, nim umrze. |                                      |                                |                        |                                  |                     |               |
| 5 (27) | The Truth in the Lye                 | Prawda w ługu                  | Stephen DePaul         | Scott Williams                   | 27 września 2006    | 2AKY05 (2x05) |
| W sprawie szczątków mężczyzny znalezionego w wannie z chemikaliami, którą prowadzą Bones i Booth, jest dwoje podejrzanych. B&B wkrótce odkrywają, że ofiara miała dwie żony i dziewczynę. |                                      |                                |                        |                                  |                     |               |
| 6 (28) | The Girl in Suite 2103               | Dziewczyna w apartamencie 2103 | Karen Gaviola          | Christopher Ambrose              | 4 października 2006 | 2AKY06 (2x06) |
| Brennan i Booth prowadzą śledztwo w sprawie wybuchu w hotelu. |                                      |                                |                        |                                  |                     |               |
| 7 (29) | The Girl with the Curl               | Dziewczynka z lokówką          | Thomas J. Wright       | Karine Rosenthal                 | 1 listopada 2006    | 2AKY07 (2x07) |
| Ekipa bada sprawę śmierci dziewięcioletniej księżniczki piękności. Rodzice jej rywalek wkrótce stają się podejrzanymi. Brennan popełnia wielki błąd, kiedy ona i Booth odwiedzają zajęcia taneczne, na których chcą znaleźć możliwego zabójcę. Hodgins i Angela idą na randkę, która mija przyjemniej niż przewidzieli. |                                      |                                |                        |                                  |                     |               |
| 8 (30) | The Woman in the Sand                | Kobieta w piasku               | Kate Woods             | Elizabeth Benjamin               | 8 listopada 2006    | 2AKY08 (2x08) |
| Szczątki prokuratora federalnego, który zaginął pięć lat wcześniej, zostają odnalezione na pustyni nieopodal Las Vegas. Wkrótce znalezione zostaje również ciało kobiety, leżące zaledwie parę jardów dalej. Ekipa podejrzewa, że obie ofiary zabiła ta sama osoba. Obrażenia kobiety pozwalają Brennan wierzyć, że była ona ofiarą długoletniej przemocy domowej. Kiedy jej mąż zaprzecza biciu żony, B&B zaczynają poszukiwania w światku bokserskim. By poznać prawdę o zbrodni, Booth zaryzykuje życie. |                                      |                                |                        |                                  |                     |               |
| 9 (31) | Aliens in a Spaceship                | Obcy w statku kosmicznym       | Craig Ross Jr.         | Janet Tamaro                     | 15 listopada 2006   | 2AKY09 (2x09) |
| Ciała dwóch nastoletnich bliźniaków, porwanych pięć lat wcześniej, zostają nareszcie odnalezione. Booth i Brennan podążają tropem seryjnego mordercy, znanego jako Grave Diggera (Kopacz Grobów). Jego sposób działania to porywanie, zakopywanie i żądanie okupu. Jeśli jego żądania nie są spełniane, ofiara ginie. Brennan i Hodigns wkrótce stają się kolejnymi ofiarami Grave Diggera. Oboje walczą o przetrwanie zakopani w samochodzie. |                                      |                                |                        |                                  |                     |               |
| 10 (32) | The Headless Witch in the Woods      | Bezgłowa czarownica w lesie    | Tony Wharmby           | Stephen Nathan, Karine Rosenthal | 29 listopada 2006   | 2AKY10 (2x10) |
| Trwa śledztwo w sprawie śmierci studenta szkoły filmowej, który robił dokumentalny film na temat legendy o bezgłowej czarownicy, mieszkającej w nawiedzonym lesie 300 lat temu. Brennan odczuwa silną więź z bratem ofiary. |                                      |                                |                        |                                  |                     |               |
| 11 (33) | Judas on a Pole                      | Judasz na krzyżu               | David Duchovny         | Hart Hanson                      | 13 grudnia 2006     | 2AKY11 (2x11) |
| Booth i Brennan zostają wezwani na miejsce zbrodni. Znaleziono spalone zwłoki mężczyzny na dachu siedziby FBI. Dokumenty znalezione przy ciele dotyczą sprawy sprzed 30 lat i łączą się z ojcem Bones. Jej brat, Russ, mówi jej, że jest w kontakcie z ich ojcem, który ostrzega swoje dzieci przed niebezpieczeństwem. Okazuje się, że ciało z dachu to były agent FBI, który chciał zabić Russa. Im głębiej śledczy wchodzą w sprawę, tym więcej szokujących faktów wychodzi na jaw. Wszystko to może zniszczyć karierę Bootha. Zack broni pracy doktorskiej i prosi o pomoc kolegów.                                                                                     |                                      |                                |                        |                                  |                     |               |
| 12 (34) | The Man in the Cell                  | Mężczyzna w celi               | Jesús Salvador Treviño | Noah Hawley                      | 31 stycznia 2007    | 2AKY12 (2x12) |
| Booth i Brennan zostają wezwani do zidentyfikowania szczątków, które znajdują się w celi seryjnego zabójcy Howarda Eppsa. Oboje są zdziwieni, gdy okazuje się, że szczątki nie należą do Eppsa. Orientują się, że morderca uciekł. Epps chce się zemścić i włącza do tego nawet małego syna Bootha, Parkera. Z powodu niebezpieczeństwa Bones dostaje ochronę FBI. Cam wdycha śmiertelne toksyny podczas autopsji, co zagraża jej życiu. |                                      |                                |                        |                                  |                     |               |
| 13 (35) | The Girl in the Gator                | Dziewczyna w aligatorze        | Allan Kroeker          | Scott A. Williams                | 7 lutego 2007       | 2AKY13 (2x13) |
| Brennan musi pracować z nowym agentem, Sullivanem, podczas gdy Booth spotyka się z terapeutą. Śledztwo, które prowadzi Bones, dotyczy szczątków znalezionych w brzuchu aligatora. Sully zaprasza Bones na randkę. |                                      |                                |                        |                                  |                     |               |
| 14 (36) | The Man in the Mansion               | Mężczyzna w rezydencji         | Dwight Little          | Christopher Ambrose              | 14 lutego 2007      | 2AKY14 (2x14) |
| Booth i Brennan prowadzą śledztwo w sprawie śmierci Terence’a Bancrofta, jednego z ludzi dotujących Instytut Jeffersona, którego znaleziono martwego we własnym domu. Hodgins naraża reputację instytutu, usuwając jeden z dowodów, który łączył go z ofiarą i jego żoną. Brennan musi podjąć poważną decyzję dotyczącą zespołu. Booth, pomimo zgody dra Wyatta, by nosił broń, musi nadal chodzić na terapię. |                                      |                                |                        |                                  |                     |               |
| 15 (37) | The Bodies in the Book               | Ciała w książce                | Craig Ross Jr.         | Karine Rosenthal                 | 14 marca 2007       | 2AKY15 (2x15) |
| Brennan i Booth prowadzą dochodzenie w sprawie śmierci, które do złudzenia przypominają te, jakie opisała w swojej książce Bones. |                                      |                                |                        |                                  |                     |               |
| 16 (38) | The Boneless Bride in the River      | Panna młoda w rzece            | Tony Wharmby           | Gary Glasberg                    | 21 marca 2007       | 2AKY16 (2x16) |
| Ekipa prowadzi dochodzenie w sprawie śmierci młodej Azjatki, z której ciała usunięto wszystkie kości. Sully składa Brennan kuszącą propozycję, której ona nie może jednak przyjąć. |                                      |                                |                        |                                  |                     |               |
| 17 (39) | The Priest in the Churchyard         | Ksiądz na cmentarzu            | Scott Lautanen         | Lyla Oliver                      | 28 marca 2007       | 2AKY17 (2x17) |
| Woda podmywa stary cmentarz i powoduje wypłynięcie wielu trumien. Brennan zgadza się pomóc w identyfikacji szczątków, by można je było znowu pochować. Bones znajduje szczątki, które leżały w ziemi zaledwie pięć lat, a na cmentarzu nie chowano nikogo od pięćdziesięciu. Booth zabiera Brennan do terapeuty, by naprawić ich wzajemne stosunki. Związek między Hodginsem i Angelą rozwija się, ale Hodgins robi zły ruch. |                                      |                                |                        |                                  |                     |               |
| 18 (40) | The Killer in the Concrete           | Zabójca w betonie              | Jeff Woolnough         | Dean Widenmann                   | 4 kwietnia 2007     | 2AKY18 (2x18) |
| Booth i Brennan prowadzą dochodzenie w sprawie szkieletu znalezionego w betonie. Booth uważa, że morderstwo ma związek z mafijną rodziną i Hugh Kennedym, jednakże okazuje się, że Hugh spłonął w samochodzie. Sprawa komplikuje się. Booth dowiaduje się, że Hugh żyje, jednak wkrótce zostaje przez niego związany, a potem porwany przez jego wrogów. Brennan musi teraz znaleźć Bootha, zanim stanie się mu krzywda. Jednak jest to trudniejsze niż myśli i dlatego musi zgodzić się na to, by ktoś udzielił jej pomocy. |                                      |                                |                        |                                  |                     |               |
| 19 (41) | Spaceman in a Crater                 | Kosmonauta w kraterze          | Jeannot Szwarc         | Elizabeth Benjamin               | 2 maja 2007         | 2AKY20 (2x20) |
| Tajemniczy mężczyzna zostaje znaleziony w kraterze. Jego szczątki są zmiażdżone z powodu upadku z dużej wysokości. Brenan i Booth starają się dowiedzieć, kim był mężczyzna. Hodgins wysuwa wiele rozmaitych teorii o kosmitach. Booth i Bones dowiadują się, że ofiarą jest astronauta. |                                      |                                |                        |                                  |                     |               |
| 20 (42) | Glowing Bones In The Old Stone House | Świecące kości w starym domu   | Caleb Deschanel        | Stephen Nathan                   | 9 maja 2007         | 2AKY21 (2x21) |
| Brennan i Booth prowadzą dochodzenie w sprawie śmierci młodej szefowej kuchni. Wszystkich zaskakują kości ofiary, które świecą. |                                      |                                |                        |                                  |                     |               |
| 21 (43) | Stargazer in a Puddle                | Obserwatorka gwiazd w bajorze  | Tony Wharmby           | Hart Hanson                      | 16 maja 2007        | 2AKY22 (2x22) |
| Rozkładający się szkielet młodej kobiety zostaje znaleziony w wózku sklepowym. Jednak po rekonstrukcji twarzy okazuje się, że dziewczyna wyglądała na osiemdziesięciolatkę. Booth i Bones nie mogą znaleźć nikogo, kto chciałby zabić dziewczynę. W międzyczasie Max Kennan, ojciec Bones, pojawia się z informacją z jej przeszłości. Angela i Hodgins chcą się pobrać, ale gdy stają przed ołtarzem, nic nie idzie zgodnie z planem. |                                      |                                |                        |                                  |                     |               |

## Sezon 3
Odcinki sezonu 3 były emitowane w innej kolejności niż numery w serii. W czasie trwania 3 serii był emitowany odcinek #2,19 drugiej serii. Odcinki #3,16 #3,17 #3,18 #3,19 #3,20 były emitowane w 4 serii.
| 1 (44) | The Widow’s Son in the Windshield | Syn wdowy w przedniej szybie   | Ian Toynton        | Hart Hanson                        | 25 września 2007     | 3AKY01 (3x01) |
| W premierowym odcinku sezonu trzeciego czaszka wbija się w przednią szybę samochodu nastolatków. Podczas oględzin czaszki Brennan i Cam znajdują ślady ludzkich zębów, które wskazują na kanibalizm. Dane ofiary pomagają Bones i Boothowi iść dalej i znaleźć dziwną kanibalistyczną społeczność. W międzyczasie Angela i Hodgins zatrudniają prywatnego detektywa, by znalazł męża dziewczyny. Zack wraca do instytutu z Iraku, pomaga znaleźć dowody mogące ułatwić rozwiązanie sprawy. |                                   |                                |                    |                                    |                      |               |
| 2 (45) | Soccer Mom in the Mini-Van        | Piłkarska mama w mini vanie    | Allan Kroeker      | Elizabeth Benjamin                 | 2 października 2007  | 3AKY03 (3x03) |
| Brennan i Booth prowadzą dochodzenie w sprawie śmierci mamy młodej piłkarki. Kobieta zginęła w wybuchu, zapalając samochód. Dziwne jest to, że ktoś chciał zabić spokojną kurę domową. Wkrótce odkrywają, kim była zamordowana – June była członkiem radykalnej organizacji z lat 70., o nazwie Narodowa Armia Wolności. Była też poszukiwana przez FBI, by zeznawała w sprawie morderstwa, co dało motyw mordercy. W międzyczasie Brennan odwiedza ojca w więzieniu.                      |                                   |                                |                    |                                    |                      |               |
| 3 (46) | Death in the Saddle               | Śmierć w siodle                | Craig Ross Jr.     | Josh Berman                        | 9 października 2007  | 3AKY02 (3x02) |
| Ekipa bada sprawę rozkładających się zwłok, które znaleziono w lesie. Są pozbawione rąk i stóp. |                                   |                                |                    |                                    |                      |               |
| 4 (47) | The Secret in the Soil            | Tajemnica w glebie             | Steven DePaul      | Karine Rosenthal                   | 23 października 2007 | 3AKY04 (3x04) |
| Booth i Brennan oglądają rozkładające się zwłoki, znalezione przez parę nastolatków. Okazuje się, że ofiarą jest Franklin Curtis, który zajmował się organiczną żywnością. Brennan odkrywa, że ciało mężczyzny zostało wcześniej ugotowane. Booth i Brennan przepytują ludzi na farmie Curtisa. Wkrótce zostaje znalezione kolejne ciało. W międzyczasie Booth i Brennan zaczynają chodzić na terapię partnerską.                                                                          |                                   |                                |                    |                                    |                      |               |
| 5 (48) | Mummy in the Maze                 | Mumia w labiryncie             | Marita Grabiak     | Scott Williams                     | 30 października 2007 | 3AKY05 (3x05) |
| W trakcie zabawy halloweenowej zostają znalezione zmumifikowane zwłoki dziewczyny. Booth i Brennan prowadzą śledztwo i są zszokowani tym, że ofiara była martwa już od roku. Wszystko to czyni sprawę jeszcze okropniejszą. Drugie ciało zostaje znalezione w halloweenowym parku rozrywki. Tym razem ofiara nie żyje już dwa lata. Booth i Brennan muszą znaleźć kolejną dziewczynę, zanim morderca zabije i ją.                                                                          |                                   |                                |                    |                                    |                      |               |
| 6 (49) | Intern in the Incinerator         | Stażysta w piecu               | Jeff Woolnough     | Christopher Ambrose                | 6 listopada 2007     | 3AKY06 (3x06) |
| W piecu instytutu zostają znalezione szczątki. Podejrzenie spada na pracowników Jeffersonian. Pierwszym motywem wydaje się praca ofiary z artefaktami Gormogona. Jednak sprawa jest bardziej skomplikowana, gdy wychodzi na jaw uczuciowy związek między pracownikami instytutu. Booth musi udawać chłopaka Cam na obiedzie u jej rodziny. |                                   |                                |                    |                                    |                      |               |
| 7 (50) | Boy in the Time Capsule           | Chłopak w kapsule czasu        | Chad Lowe          | Janet Lin                          | 13 listopada 2007    | 3AKY07 (3x07) |
| Kapsuła czasu, zakopana w 1987 roku, zostaje wykopana po 20 latach. Wszyscy są zszokowani, gdy wewnątrz odnajdują zwłoki. Booth i Brennan dowiadują się, że ofiara była outsiderem i uczniem szkoły. Muszą cofnąć się do przeszłości absolwentów, by znaleźć mordercę. |                                   |                                |                    |                                    |                      |               |
| 8 (51) | The Knight on the Grid            | Rycerz na kracie               | Dwight H. Little   | Noah Hawley                        | 20 listopada 2007    | 3AKY08 (3x08) |
| Zostaje znalezione ciało arcybiskupa. Jego rzepki kolanowe zostały chirurgicznie usunięte. Wszystko wskazuje na powrót Gormogona. |                                   |                                |                    |                                    |                      |               |
| 9 (52) | The Santa in the Slush            | Święty Mikołaj w brei          | Jeff Woolnough     | Elizabeth Benjamin, Scott Williams | 27 listopada 2007    | 3AKY10 (3x10) |
| Booth i Brennan badają sprawę św. Mikołaja, nazwiskiem Kris Kringle, który został znaleziony martwy przez dwa elfy. W ciągu śledztwa Mikołaj wydaje się coraz bardziej prawdziwy. W międzyczasie Bones stara się załatwić ojcu i bratu rodzinne święta w więzieniu. Prokurator Caroline zgadza się pod warunkiem, że Booth i Brennan pocałują się pod jemiołą, w usta. |                                   |                                |                    |                                    |                      |               |
| 10 (53) | The Man in the Mud                | Mężczyzna w błocie             | Scott Lautanen     | Janet Tamaro                       | 14 kwietnia 2008     | 3AKY11 (3x11) |
| Ciało zostaje odkryte w Homestead Natural Hot Springs w błotnistym źródle. Booth i Brennan badają sprawę i dowiadują się, że ofiarą był Tripp Goddard, przystojny kierowca motocyklowy, który został zamordowany około dwóch tygodni wcześniej, po wyścigu. Pojawia się dziewczyna Sweetsa. |                                   |                                |                    |                                    |                      |               |
| 11 (54) | Player Under Pressure             | Gracz pod presją               | Jessica Landaw     | Janet Tamaro                       | 21 kwietnia 2008     | 2AKY19 (3x12) |
| Cała ekipa pracuje nad identyfikacją szczątków młodego sportowca. Po identyfikacji Booth i Bones rozmawiają z siostrą ofiary. Angela i Hodgins przeprowadzają poważną rozmowę. Zack poświęca całą swoją uwagę rekonstrukcji połamanego szkieletu. |                                   |                                |                    |                                    |                      |               |
| 12 (55) | Baby in the Bough                 | Niemowlę na gałęzi             | Ian Toynton        | Karine Rosenthal                   | 28 kwietnia 2008     | 3AKY09 (3x09) |
| Samochód młodej kobiety zjeżdża z drogi. Dziewczyna ginie, ale jej dziecko cudem przeżywa. Booth i Brennan jadą do rodzinnego miasta dziewczyny, by dowiedzieć się, kto jest winny jej śmierci. Bones, z pomocą Bootha, zajmuje się dzieckiem aż do wyjaśnienia sprawy. |                                   |                                |                    |                                    |                      |               |
| 13 (56) | The Verdict In The Story          | Werdykt w opowieści            | Jeannot Szwarc     | Christopher Ambrose                | 5 maja 2008          | 3AKY13 (3x13) |
| Ojciec Brennan, Max Keenan, jest sądzony za morderstwo dyrektora FBI, Kirby’ego. Cały zespół, oprócz dr Brennan, jest wzywany na świadków oskarżenia. Brennan wspiera obronę i musi wykorzystać wszystkie sposoby, by pomóc ojcu. |                                   |                                |                    |                                    |                      |               |
| 14 (57) | Wannabe in the Weeds              | Aspirujący piosenkarz w trawie | Gordon C. Lonsdale | Josh Berman                        | 12 maja 2008         | 3AKY14 (3x14) |
| Tommy Sour, marzący o karierze piosenkarza, zostaje znaleziony martwy. Śledztwo doprowadza Bootha i Brennan do Checker Box Restaurant, gdzie Tommy śpiewał. Pojawia się kilku podejrzanych. Bones prezentuje swoje umiejętności wokalne przed całą ekipą, jednak występ przerywa dramatyczne wydarzenie. Szalona kobieta, zakochana w Boothie, strzela do Brennan. Booth ratuje życie Bones, kula trafia go w klatkę piersiową.                                                            |                                   |                                |                    |                                    |                      |               |
| 15 (58) | The Pain in the Heart             | Ból w sercu                    | Allan Kroeker      | Hart Hanson, Stephen Nathan        | 19 maja 2008         | 3AKY15 (3x15) |
| Gormogon, seryjny zabójca, powraca. Z instytutu znika srebrny szkielet. Wszyscy pracownicy są podejrzani. Ktoś z nich współpracuje z Gormogonem. |                                   |                                |                    |                                    |                      |               |

## Sezon 4
| 1 (59) | Yanks In The U.K Part 1               | Jankesi w Zjednoczonym Królestwie, cz. 1 | Ian Toynton         | Hart Hanson, Karine Rosenthal | 3 września 2008     | 3AKY19 (3x19) |
| Booth i Brennan wyjeżdżają do Londynu. Oboje są przybici zamknięciem Zacka w szpitalu psychiatrycznym. Agent i pani doktor mają w Wielkiej Brytanii wykłady i angażują się w pewne śledztwo dotyczące śmierci młodej Amerykanki. W międzyczasie mąż Angeli, Grayson Barasa, pojawia się w instytucie. Odmawia podpisania papierów rozwodowych. Chce, by Angela do niego wróciła. |                                       |                                          |                     |                               |                     |               |
| 2 (60) | Yanks In The U.K Part 2               | Jankesi w Zjednoczonym Królestwie, cz. 2 | Ian Toynton         | Hart Hanson, Karine Rosenthal | 3 września 2008     | 3AKY20 (3x20) |
| W londyńskim mieszkaniu zostają znalezione zwłoki antropologa sądowego, Iana Wexlera, przyjaciela Bones. Podejmuje się ona pomóc w śledztwie, w czym wspiera ją Booth. Angela i Hodgins postanawiają się rozstać. |                                       |                                          |                     |                               |                     |               |
| 3 (61) | Man in the Outhouse                   | Mężczyzna w wychodku                     | Steven DePaul       | Carla Kettner, Mark Lisson    | 10 września 2008    | 3AKY16 (3x16) |
| Ciało popularnego prowadzącego reality show zostaje znalezione w stanie częściowego rozkładu w wychodku. Booth i Brennan muszą się dowiedzieć, kto go zabił. W międzyczasie Booth tłumaczy Brennan, że bycie w dwóch związkach naraz jest błędem. |                                       |                                          |                     |                               |                     |               |
| 4 (62) | The Finger in the Nest                | Palec w gnieździe                        | Jeff Woolnough      | Lyla Oliver                   | 17 września 2008    | 3AKY17 (3x17) |
| Parker, syn Bootha, znajduje ludzki palec w ptasim gnieździe. Ekipa zaczyna poszukiwać reszty ciała. |                                       |                                          |                     |                               |                     |               |
| 5 (63) | The Perfect Pieces in the Purple Pond | Idealne części w fioletowym stawie       | Jeannot Szwarc      | Josh Berman                   | 24 września 2008    | 4AKY01 (4x01) |
| Części rozczłonkowanego ciała zostają znalezione w basenie pełnym fioletowej wody. Nie ma tam jednak głowy. Ekipa dowiaduje się, że ciało należy do Jareda Addisona, pisarza science fiction, który miał problemy psychologiczne. Z pomocą Sweetsa kolejni podejrzani zostają wyeliminowani. Ekipa ma problemy ze znalezieniem wystarczającej ilości dowodów w sprawie. Nadal nie ma też głowy ofiary. Jednak tylko do czasu, kiedy z pomocą wkracza Zack. |                                       |                                          |                     |                               |                     |               |
| 6 (64) | The Crank in the Shaft                | Zrzęda w szybie windy                    | Steven DePaul       | Elizabeth Benjamin            | 1 października 2008 | 3AKY18 (3x18) |
| Szczątki menedżerki pewnego biura zostają odnalezione w szybie windy. Booth i Brennan muszą się dowiedzieć, który ze współpracowników zabił kobietę. Podczas śledztwa dowiadują się ciekawych rzeczy o pracownikach firmy. Angela i Hodgins próbują unormować sytuację w pracy po swoim zerwaniu. |                                       |                                          |                     |                               |                     |               |
| 7 (65) | The He in the She                     | On w niej                                | Craig Ross Jr.      | Karina Csolty                 | 8 października 2008 | 3AKY21 (3x21) |
| Booth i Brennan rozpoczynają śledztwo w sprawie ciała znalezionego w zatoce Chesapeake. Po przyjeździe znajdują tylko górną część tułowia, co pozwala ekipie na trochę pracy, w której pomagają jedynie implanty piersi ofiary. Brennan i Booth docierają do małego kościoła w Marylandzie, gdzie okazuje się, że ofiara była pastorem. Gdy ekipa znajduje dolną część ciała, okazuje się, że wstępne wnioski mogły być błędne. |                                       |                                          |                     |                               |                     |               |
| 8 (66) | The Skull In The Sculpture            | Czaszka w rzeźbie                        | Allan Kroeker       | Janet Lin                     | 5 listopada 2008    | 4AKY02 (4x02) |
| Dwóch mężczyzn znajduje na złomowisku wrak auta, w którym jest ludzka czaszka. Obiekt zostaje przetransportowany do Instytutu Jeffersona. Booth i Brennan szybko docierają do galerii, gdzie zmiażdżone samochody uważane są za dzieła sztuki. Właścicielką tego miejsca jest kobieta wyraźnie zafascynowana sztuką kabuki, natomiast jej asystentka, Roxie, jest dawną znajomą Angeli. Wszystko wskazuje na to, że szkielet w aucie należał do artysty, który popełniając samobójstwo, chciał ukoronować swoją twórczość. W laboratorium ponownie pomaga Daisy Wick. |                                       |                                          |                     |                               |                     |               |
| 9 (67) | The Con Man In The Meth Lab           | Przestępca w laboratorium amfetaminy     | Allison Liddi Brown | Karine Rosenthal              | 12 listopada 2008   | 4AKY03 (4x03) |
| Podczas szkolenia wojskowego demonstracyjnie zostaje wysadzone laboratorium amfetaminy. Okazuje się, że w środku znajdowały się ludzkie szczątki, które podczas eksplozji poszybowały nad okolicą. Wydaje się, że znalezione kości należą do ojca marnotrawnego młodego inżyniera, ale wkrótce wychodzi na jaw, że to nieprawda – szczątki należą do jego dawnego wspólnika, który się pod niego podszywał. Sprawa trochę się komplikuje. W laboratorium ponownie pomaga Clark. Pojawia się także brat Bootha. |                                       |                                          |                     |                               |                     |               |
| 10 (68) | The Passenger In the Oven             | Pasażerka w piekarniku                   | Steven DePaul       | Carla Kettner                 | 19 listopada 2008   | 4AKY04 (4x04) |
| Brennan i Booth spokojnie lecą do Chin, gdzie Brennan ma zidentyfikować prehistoryczne szczątki. W trakcie lotu w wielkiej lotniczej mikrofalówce zostają odnalezione ugotowane ludzkie szczątki. Booth i Bones, używając supernowoczesnego sprzętu antropologicznego, wysyłają dowody do Instytutu. Odkrywają, że ofiara była dziennikarką, która pisywała kontrowersyjne artykuły o liniach lotniczych. Booth i Bones muszą znaleźć mordercę, nim samolot wyląduje w Chinach, a FBI straci jurysdykcję. |                                       |                                          |                     |                               |                     |               |
| 11 (69) | The Bone That Blew                    | Kość, która wybuchła                     | Jessica Landaw      | Carla Kettner                 | 26 listopada 2008   | 4AKY05 (4x05) |
| Ojciec Brennan, Max, rozpoczyna pracę na stanowisku nauczyciela w Instytucie. Kiedy kończy pomagać w rozwiązywaniu sprawy morderstwa, Bones zaczyna irytować jego nagła i częsta obecność w jej naukowym życiu. |                                       |                                          |                     |                               |                     |               |
| 12 (70) | Double Trouble in the Panhandle       | Podwójny problem w podłużnej enklawie    | Dwight Little       | Lyla Oliver                   | 22 stycznia 2009    | 4AKY06 (4x06) |
| Bones otrzymuje do identyfikacji szkielet bliźniąt syjamskich. Wkrótce okazuje się, że pracowały one w cyrku. Bones i Booth muszą udać się tam pod przykrywką, udając małżeństwo cyrkowców. |                                       |                                          |                     |                               |                     |               |
| 13 (71) | Fire in the Ice                       | Ogień w lodzie                           | Chad Lowe           | Scott Williams                | 22 stycznia 2009    | 4AKY07 (4x07) |
| W jeziorze zostają odnalezione szczątki strażaka. Booth jest jednym z podejrzanych, bo razem z ofiarą grywał w hokeja. Śledztwo prowadzi agentka Payton Perotta. Między Boothem a nią iskrzy. Bones uczy się jeździć na łyżwach. W odcinku wystąpił gościnnie były zawodowy hokeista, Kanadyjczyk Luc Robitaille. |                                       |                                          |                     |                               |                     |               |
| 14 (72) | The Hero In The Hold                  | Bohater w zamknięciu                     | Ian Toynton         | Janet Lin, Karine Rosenthal   | 5 lutego 2009       | 4AKY08 (4x08) |
| Hodgins nadal nie wyzwolił się z traumy po porwaniu przez Grave’a Diggera. Częściowo obwinia się za porwanie Bootha. Wychodzi na jaw, że Booth został otumaniony i zamknięty w czymś wyglądającym jak żółta łódź podwodna. Booth staje twarzą w twarz z kimś ze swojej wojskowej przeszłości. Ekipa pracuje nad zlokalizowaniem Bootha i poznaniem, kto stoi za porwaniem. Dowiadujemy się, dlaczego syn Bootha ma na imię Parker. Brennan, Hodgins i Thomas Vega, Judge Dix Williams i AUSA Kim Kurland (ostatnia trójka znana z epizodu 02x09) są podejrzani po tym, jak część dowodów w sprawie znika. Hodgins ma obsesję na punkcie Grave’a Diggera. Vega pisze na ten temat książkę. W sprawie pomaga Jared, brat Bootha. |                                       |                                          |                     |                               |                     |               |
| 15 (73) | The Princess and The Pear             | Księżniczka w gruszce                    | Ian Toynton         | Matthew Donlan, Jeremy Martin | 19 lutego 2009      | 4AKY09 (4x09) |
| Bones i agentka Payton Perrota prowadzą dochodzenie w sprawie morderstwa kobiety. Booth i reszta robią za wsparcie. Ich śledztwo prowadzi je na spotkanie fanów fantasy, Magic-Con (parodię Comic-Conu), gdzie dowiadują się, że zamordowaną kobietę można połączyć ze starym rekwizytem – Excaliburem, znanym ze sławnego francuskiego filmu Śmierć Artura (fr. Le Morte d’ Arthur). |                                       |                                          |                     |                               |                     |               |
| 16 (74) | The Bones That Foam                   | Kości, które się pienią                  | David Boreanaz      | Elizabeth Benjamin            | 12 marca 2009       | 4AKY10 (4x10) |
| Booth i Bones prowadzą dochodzenie w sprawie sprzedawcy samochodów, którego szczątki odkryła skacząca na bungee para młoda. |                                       |                                          |                     |                               |                     |               |
| 17 (75) | The Salt in the Wounds                | Sól w ranach                             | Steven DePaul       | Carla Kettner, Josh Berman    | 19 marca 2009       | 4AKY11 (4x11) |
| Booth i Bones prowadzą dochodzenie w sprawie śmierci dziewczyny z drużyny siatkarskiej. Jak się okazuje, była ona w ciąży, podobnie jak siedem innych dziewcząt z drużyny (4 z nich z tym samym chłopakiem). Roxie zrywa z Angelą, która szukając pocieszenia, spędza noc z Hodginsem. |                                       |                                          |                     |                               |                     |               |
| 18 (76) | The Doctor in the Den                 | Lekarz w jaskini lwa                     | Ian Toynton         | Janet Lin, Karine Rosenthal   | 2 kwietnia 2009     | 4AKY12 (4x12) |
| Booth i Bones wraz z Cam prowadzą sprawę śmierci byłego narzeczonego patolog, który został rozszarpany przez tygrysa. W międzyczasie Angela postanawia żyć w celibacie. Okazuje się też, że Clark jest z kimś związany. |                                       |                                          |                     |                               |                     |               |
| 19 (77) | Science in the Physicist              | Nauka w fizyku                           | Steven DePaul       | Karina Csolty                 | 9 kwietnia 2009     | 4AKY13 (4x13) |
| Booth i Brennan zajmują się sprawą rozczłonkowanych szczątków ludzkich znalezionych w worku na śmieci, podczas sesji zdjęciowej. Gdy zespół zauważa na uchu ofiary odłamek meteorytu, doprowadza ich to do Instytutu Informatyki Collar – znanego Centrum Badań w Dziedzinie Fizyki. Po przesłuchaniu naukowców B&B identyfikują ofiarę jako dr Diane Sidman – wybitnego naukowca oraz redaktora naczelnego „Dziennika Urzędowego z Instytutu Collar” i jego założycielkę. Dr Sidman pracowała właśnie nad kontrowersyjnym projektem. Poszukiwania zabójcy doprowadzają Bootha i Brennan do bardzo niebezpiecznej sytuacji (zostają uwięzieni w komorze rezonansu, co może kosztować ich życie). Tymczasem do miasta przyjeżdża ojciec Angeli (w tej roli Billy F. Gibbons z zespołu ZZ Top), aby zemścić się na Hodginsie za skrzywdzenie jego córki. Mediatorem w tej sprawie zostaje Sweets. Stażystą tygodnia jest Vincent Nigel-Murray. |                                       |                                          |                     |                               |                     |               |
| 20 (78) | The Cindrella in the Capboard         | Kopciuszek w kartonie                    | Steven DePaul       | Carla Kettner, Josh Berman    | 15 kwietnia 2009    | 4AKY14 (4x14) |
| Booth i Bones badają sprawę zmiażdżonych szczątek kobiety, znalezionych w kartonach przeznaczonych do recyklingu. Lista podejrzanych rośnie coraz bardziej do czasu, gdy ekipa odkrywa, że maniaczka małżeństwa oprócz narzeczonego spotykała się jeszcze z chłopakami poznanymi przez serwis randkowy. Booth i Bones muszą przekazać Sweetsowi nowinę o tym, że widzieli jego dziewczynę – Daisy – przymierzającą suknię ślubną w towarzystwie innego mężczyzny. |                                       |                                          |                     |                               |                     |               |
| 21 (79) | Mayhem on the Cross                   | Rozmyślne okaleczenie na krzyżu          | Jeff Woolnough      | Dean Lopata                   | 16 kwietnia 2009    | 4AKY15 (4x15) |
| Kiedy szkielet zostaje odkryty jako rekwizyt używany w trakcie występów grupy blackmetalowej z Norwegii, policjanci wzywają na pomoc FBI, które odkrywa tożsamość ofiary. Śledztwo jest prowadzone wśród zespołów metalowych, a ekipa dzięki temu dowiaduje się o zadziwiających preferencjach muzycznych Sweetsa. W międzyczasie powraca dr Wyatt i pomaga Sweetsowi w pracy nad jego książką, ukazując inną perspektywę spojrzenia na związek partnerów. |                                       |                                          |                     |                               |                     |               |
| 22 (80) | Double Death of the Dearly Departed   | Podwójna śmierć drogiego zmarłego        | Milan Cheylov       | Craig Silverstein             | 20 kwietnia 2009    | 4AKY16 (4x16) |
| Kiedy kolega z egiptologii umiera, Brennan orientuje się, że ta śmierć nie była wynikiem wypadku. Bones namawia Bootha do kradzieży zwłok, by ona i Cam mogły zbadać ciało. Cam musi poradzić sobie z papierosowym problemem swojej adoptowanej córki. |                                       |                                          |                     |                               |                     |               |
| 23 (81) | The Girl in the Mask                  | Dziewczyna w masce                       | Ian Toynton         | Michael Peterson              | 23 kwietnia 2009    | 4AKY17 (4x17) |
| W Waszyngtonie zostaje odnaleziona głowa Sachi Nakamury, siostry przyjaciela Bootha. Ken, detektyw z Tokio, przylatuje do Stanów, by pomóc w śledztwie. Wkrótce okazuje się, że współlokatorka Sachi także zniknęła. |                                       |                                          |                     |                               |                     |               |
| 24 (82) | The Beaver in the Otter               | Bóbr w wydrze                            | Brad Turner         | Scott Williams                | 30 kwietnia 2009    | 4AKY18 (4x18) |
| Jimmy „Bóbr” Bouvier zostaje znaleziony martwy w kostiumie swojego kolegi maskotki. Booth i Bones prowadzą śledztwo, by odkryć czas śmierci chłopaka. Prawdopodobny motyw zabójstwa zostaje odkryty dzięki bractwu „Bobra”. W międzyczasie Booth oferuje bratu pomoc w znalezieniu nowej pracy po usunięciu z Armii. |                                       |                                          |                     |                               |                     |               |
| 25 (83) | The Critic In The Cabernet            | Krytyk w cabernecie                      | Kevin Hooks         | Stephen Nathan                | 7 maja 2009         | 4AKY19 (4x19) |
| Po podjęciu decyzji o posiadaniu dziecka Brennan zadziwia Bootha prośbą o to, by był jego ojcem. Booth nie może przestać o tym myśleć. Stres i wcześniej niezdiagnozowane problemy zdrowotne prowadzą do halucynacji – Booth zaczyna widywać Steviego z serialu Family Guy, który daje mu pewne rady. Okazuje się, że Seeley ma guza mózgu wymagającego natychmiastowej interwencji chirurgicznej. Prosi Bones, aby była z nim podczas operacji. Przed wejściem na salę mówi Temperance, że jeśli się coś nie uda, ona ma użyć jego nasienia i urodzić dziecko. |                                       |                                          |                     |                               |                     |               |
| 26 (84) | The End In The Beginning              | Koniec w początku                        | Ian Toynton         | Hart Hanson                   | 14 maja 2009        | 4AKY20 (4x20) |
| W finale czwartej serii ukazana została historia Brennan i Bootha jako małżeństwa. Posiadają oni klub ‘The LAB’. Właśnie tam zostaje znalezione ciało ofiary. Temperance nie jest antropologiem, Seeley nie jest agentem FBI. Wszyscy dotychczasowi bohaterowie otrzymali inne role w ich życiu. Po zakończeniu dochodzenia w sprawie morderstwa okazuje się, że Brennan jest w ciąży. Wtedy Booth budzi się w szpitalu. Okazuje się, że po operacji zapadł w śpiączkę, a historia powstała w jego głowie, kiedy Bones czytała mu swoją nową książkę. Seeley cierpi na chwilową amnezję. |                                       |                                          |                     |                               |                     |               |

## Sezon 5
| 1 (85) | Harbingers In the Fountain          | Zły omen w fontannie     | Ian Toynton         | Hart Hanson                 | 17 września 2009     | 5AKY01 (5x01) |
| Sześć tygodni po finale czwartej serii Bones dzięki medium Brennan i Booth odnajdują ludzkie szczątki pod fontanną. Szczątki wszystkich ofiar zawierają truciznę, jednak jedna z nich nie zginęła w wyniku otrucia, bo trucizna nie zdążyła zadziałać. Okazuje się, że ofiara ta została zastrzelona z kuszy. Śledztwo Bootha i Bones doprowadza ich do grupy religijnej „Harbingers of a New Day”, której członkowie chcą żyć w podwodnej utopii. W dochodzenie zaangażowani są też Angela, Caroline i Sweets. Booth wyznaje Bones, że ją kocha… jak partnerkę z pracy. W odcinku gościnnie pojawi się Cindy Laupert jako Avalon Harmonia (medium), która z kart wyczyta uczucia Brennan i Bootha, w co Bones nie uwierzy. |                                     |                          |                     |                             |                      |               |
| 2 (86) | The Bond in the Boot                | Szpieg w bagażniku       | Alex Chappele       | Michael Peterson            | 24 września 2009     | 5AKY02 (5x02) |
| Brennan i Booth badają sprawę ciała mężczyzny zamordowanego z powodu nieujawnionej zawartości jego nesesera (teczki). Początkowo dowody prowadzą zespół do podejrzanych w służbach specjalnych, a ich teorię potwierdza fakt znalezienia ciekłych zwłok agenta CIA w bagażniku samochodu. Kiedy Booth i Brennan przesłuchują zastępcę dyrektora CIA, zostaje podważona ich lojalność wobec USA. W tym samym czasie najlepiej sprzedająca się książka Brennan odnosi finansowy sukces i jest przyczyną sporu z Boothem… Stażysta Wendell Bray traci swoje stypendium, a zespół stara się znaleźć inny sposób, by zatrzymać go w Instytucie. |                                     |                          |                     |                             |                      |               |
| 3 (87) | The Plain in the Prodigy            | Prostota w geniuszu      | Allan Kroeker       | Karine Rosenthal            | 1 października 2009  | 5AKY03 (5x03) |
| Clark jest stażystą tego tygodnia. Sprawa dotyczy śmierci nastoletniego amisza, który zginął podczas Rumspringi*. Brennan postrzega amiszów jako wierzących w zabobony głupców, ale ich tradycja ją fascynuje. Wychodzi na jaw, że chłopiec był utalentowanym pianistą i tuż przed śmiercią miał mieć przesłuchanie do National Conservatory**. B&B przesłuchują jego rodzinę i przyjaciół, których poznał po opuszczeniu społeczności. Powraca przybrana córka Cam – Michelle. Michelle i Cam kłócą się. Rozmawiają o seksie i Michelle mówi, iż Cam nie jest jej matką, a jedynie sprawuje nad nią opiekę po śmierci jej ojca, więc niech nie próbuje być kimś więcej. To rani Cam, ale później obie kobiety dochodzą do porozumienia. Tuż przed końcem odcinka Booth idzie do chłopaka Michelle – Perry’ego. Booth przedstawia się jako agent FBI, mówi, że jest dla Michelle jak wujek, stanowczo potrząsa ręką chłopaka przy powitaniu, odsuwa marynarkę, by widać było broń, wspomina, że był snajperem, i mówi, że Michelle należy się szacunek. Swoim zachowaniem sprawia, że Perry boi się tknąć dziewczynę. |                                     |                          |                     |                             |                      |               |
| 4 (88) | Beautiful Day in the Neighborhood   | Sąsiedzkie porachunki    | Gordon C. Lonsdale  | Janet Lin                   | 8 października 2009  | 5AKY04 (5x04) |
| Trwa hawajski piknik na przedmieściach. W piecu przygotowywana jest świnia. Nagle zaczyna dziać się coś dziwnego i sąsiedzi odkrywają ukryte pod zwierzęciem ludzkie szczątki. Zespół z Instytutu Jeffersona stwierdza z całą stanowczością, że mężczyzna nie żył już przed upieczeniem. Brakuje tylko jednego mieszkańca osiedla, więc ofiara zostaje od razu zidentyfikowana. Mężczyzna i jego żona nie byli zbyt lubiani wśród sąsiadów z powodu korzystania z wiatraka, który, choć przyjazny dla środowiska, był brzydki, hałaśliwy i nie pasował do zadbanej okolicy. Wkrótce jednak wychodzą na jaw sprawy o wiele poważniejsze, z powodu których ktoś faktycznie mógł zabić Kurta – otrucie przez niego psa, romans z żoną i córką jednego z sąsiadów, wyłudzanie pieniędzy… |                                     |                          |                     |                             |                      |               |
| 5 (89) | A Night at the Bones Museum         | Noc w muzeum kości       | Jeannot Szwarc      | Carla Kettner, Josh Berman  | 15 października 2009 | 5AKY05 (5x05) |
| Na ogrodzeniu zostaje znaleziona współczesna mumia. Booth robi listę podejrzanych i wypytuje personel czy nikogo nie brakuje. Booth ma nowego szefa, Andrew Hackera, który pyta go, czy wie, że umówił się z dr Brennan. Chce się upewnić, czy to nie zakłóci współpracy między nim, a dr Brennan. Booth zaprzecza. Tymczasem do laboratorium wraca Daisy. Sweets ma dopilnować, aby nie narobiła kłopotów w Instytucie, co irytuje pannę Wick. Booth i Brennan rozmawiają na temat jej randki z Andrew. Bones zapewnia Seeleya, że nie będzie rozmawiała o nim z jego szefem. Jednak kiedy Andrew i Tempe są w barze, rozmowa za każdym razem skupia się na Boothie. Wkrótce Brennan dostaje wiadomość, że jest potrzebna w laboratorium. Całuje Andrew w policzek na pożegnanie i umawiają się na inny termin. Tymczasem Angela, Hodgins i Daisy pracują nad mumią. Kiedy Angela opowiada, jak Egipcjanie zrobili farbę pojawia się Cam z Azitą Jabbari. Pani ambasador informuje, że zabiera mumię do Kairu, gdyż nie zostały dopełnione pewne formalności. Brennan próbuje przekonać Azitę, że mumia jest dowodem w sprawie o zabójstwo. Jabbari wspomina, że dostała skan i e-mail o odkryciu czegoś ważnego w mumii od kogoś, kto pracował przy sprawie. Tymczasem Bootha odwiedza jego szef, wypytując o postępy w sprawie. Jednak Booth wie, że Hacker nie po to przyszedł. Andrew pyta Seeleya, czy umawiając się z nim, Temperence nie odczuwa żadnej presji, gdyż są oni jego podwładnymi. |                                     |                          |                     |                             |                      |               |
| 6 (90) | The Tough Man in the Tender Chicken | Facet od kurczaków       | Dwight Little       | Dean Lopata                 | 12 listopada 2009    | 5AKY06 (5x06) |
| Harcerki znajdują nad rzeką ludzkie szczątki. Zabezpieczają dowody i przewożą wszystko do Instytutu Jeffersona. Brennan nie jest zachwycona faktem, że dzieci naruszyły miejsce znalezienia ciała. Rekonstrukcja wykonana przez Angelę sugeruje, że mężczyzna był człowiekiem-kurczakiem… W dodatku Hodgins znajduje w ciele pasożyty, które zwykle występują u kur. Niedługo później okazuje się, że ofiara była właścicielem znienawidzonej przez mieszkańców miasteczka i ekologów kurzej fermy. W laboratorium ponownie pracuje Wendell. Angela chce uratować pewnego prosiaka, ale nie znajduje spodziewanej pomocy u Bones, co powoduje konflikt między przyjaciółkami. Sweets radzi Angeli, by przerwała swój celibat, bo zaczyna wariować. Angela nie zgadza się z tym, ale ostatecznie decyduje się podjąć aktywność seksualną. Wybrankiem nie jest jednak Hodgins! |                                     |                          |                     |                             |                      |               |
| 7 (91) | The Dwarf in the Dirt               | Krasnal w błocie         | Chad Lowe           | Karyn Usher                 | 19 listopada 2009    | 5AKY07 (5x07) |
| Kiedy zawaliła się jedna z waszyngtońskich ulic, na dnie dziury odkryto ludzkie szczątki, które nie dość, że zielone, są mniejszych rozmiarów niż zazwyczaj. Dr Brennan od razu stwierdza, że należały do karła. Wygląd kości sugeruje, że miał on świetną kondycję fizyczną i prawdopodobnie uprawiał zapasy. Odnajdują ofiarę w Internecie, ale okazuje się „Żelazny Skrzat” nadal walczy. Wniosek może być tylko jeden – inny karzeł podaje się za „Żelaznego”. Okazuje się, że takie działania w świecie zapasów są na porządku dziennym. Trop prowadzi do szefa ofiary – kobiety, z którą zapaśnik miał romans. Boothowi nie wychodzi strzelanie. Niedługo ma odnowić licencję snajperską, więc prosi o pomoc Gordona Gordona Wyatta, który aktualnie jest szefem kuchni. Gordon nie sądzi, że problem związany jest z niedawna operacją mózgu Bootha. Razem ze Sweetsem zgadzają się co do tego, że powodem jest Brennan. W laboratorium pomaga Nigel-Murray. |                                     |                          |                     |                             |                      |               |
| 8 (92) | The Foot in the Foreclosure         | Spopieleni kochankowie   | Jeff Woolnough      | Pat Charles                 | 29 listopada 2009    | 5AKY08 (5x08) |
| W domu wystawionym na sprzedaż agentka nieruchomości znajduje spopielone ludzkie szczątki. W dobrym stanie pozostaje tylko stopa i fragment ręki. Badając stopę, zespół z Instytutu Jeffersona stwierdza, że ofiara była kobietą, która ważyła niewiele ponad 50 kg, czyli o wiele za mało, jak na tyle popiołu. Zatem w łóżku musiały znajdować się dwie osoby. Booth i Brennan zaczynają więc poszukiwać partnera kobiety. W tym celu trafiają, między innymi, do klubu, w którym przede wszystkim cenione są puszyste panie – takie, jaką jeszcze do niedawna była ofiara. W laboratorium pomaga Clark, który po raz pierwszy okazuje zainteresowanie życiem osobistym swoich kolegów z pracy. Do Bootha wprowadza się nieoczekiwanie jego dziadek, Hank, który wychowywał go po odejściu ojca. Hank nie może zrozumieć, dlaczego Seeley do tej pory nie związał się z Brennan. |                                     |                          |                     |                             |                      |               |
| 9 (93) | The Gamer in the Grease             | Gracz w tłuszczu         | Kate Woods          | Dean Lopata                 | 3 grudnia 2009       | 5AKY09 (5x09) |
| Podczas porządkowania odpadów z restauracji, pracownicy znajdują w pojemniku ludzkie szczątki. Zostaje wezwana ekipa z Instytutu Jeffersona, Booth zawiadamia Bones, która stwierdza, że nie jest potrzebna – nie ma tam kości. Jednak w czasie przenoszenia zwłok, z nieboszczyka ześlizguje się skóra… Szybko udaje się ustalić, że ofiara była listonoszem. Wkrótce zostaje ustalona jego tożsamość. Żona mężczyzny opowiada Boothowi i Brennan, że mąż ostatnio został mistrzem w grze „Punky Pong”, co mogło rozzłościć wiele osób. Zwycięska gra na automacie została przesłana sędziemu nagrana. Angela i Brennan dochodzą do wniosku, że listonosz oszukiwał i tak naprawdę ktoś inny przeprowadził zwycięską grę. Asystentem tygodnia jest Fisher, któremu udaje się zdobyć bilety na najnowszy kinowy przebój Jamesa Camerona Avatar. Na pokaz zaprasza Hodginsa i Sweetsa. |                                     |                          |                     |                             |                      |               |
| 10 (94) | The Goop in the Girl                | Paskudztwo w dziewczynie | Tim Southam         | Carla Kettner               | 10 grudnia 2009      | 5AKY10 (5x10) |
| Do banku przychodzi Święty Mikołaj i pokazuje, że pod ubraniem ma bombę, każe zapakować sobie pieniądze. Radiowozy w okolicy dostają wezwanie o napadzie. Na miejscu zdarzenia najszybciej zjawia się Booth. Mikołaj wychodzi z banku, próbuje coś powiedzieć Boothowi i… wybucha. Ranne są przy tym dwie osoby, trochę cząstek zostaje też na Boothie (staje się zatem dowodem). Okazuje się, że wybuch spowodowały fale radiowe pochodzące z zaparkowanej nieopodal taksówki. Booth podejrzewa, że sprawcą wybuchu może być autor niezależnej audycji radiowej rozpoczynającej się w chwili, gdy Mikołaj wyszedł z banku. Razem z Brennan wyruszają na poszukiwania. Stażystką jest Daisy. Wszyscy w Instytucie planują święta. Bones zamierzała spędzić je w Salwadorze, ale ostatecznie postanawia zostać z ojcem i kuzynką (w tej roli Zooey Deschanel), zaprasza też Bootha. Daisy nie chce świętować ze Sweetsem, bo przyjmuje, że Jezus urodził się w marcu. Natomiast Michelle postanawia wyjechać z koleżanką i zostawić Cam samą. |                                     |                          |                     |                             |                      |               |
| 11 (95) | The X in the File                   | X w archiwach            | Allison Liddi-Brown | Janet Lin                   | 14 stycznia 2010     | 5AKY11 (5x11) |
| Jedna ze spraw prowadzi Brennan i Bootha do Nowego Meksyku, gdzie mają oni zbadać ludzkie szczątki wykazujące cechy pozaziemskie. Ofiara zostaje zidentyfikowana jako miejscowy fanatyk UFO, znany wszystkim w miasteczku jako niestrudzony poszukiwacz obcych form życia. Znalezione przez niego „dowody” zmuszają nawet Bootha i Brennan do przemyśleń nad możliwością istnienia innych form życia. Tymczasem miejscowy szeryf odmawia wydania szczątek i wysłania ich do Jeffersonian, dlatego zespół jest zmuszony do pracy za pośrednictwem satelity. Angela i Wendell mówią wszystkim o swoim związku… |                                     |                          |                     |                             |                      |               |
| 12 (96) | The Proof in the Pudding            | Dowód w budyniu          | Emile Levisetti     | Bob Harris                  | 21 stycznia 2010     | 5AKY12 (5x12) |
| Mr White i jego zespół rządowych agentów zamykają Laboratorium Jeffersonian i nalegają, aby Brennan i jej zespół naukowców określił przyczynę śmierci niezidentyfikowanych, ale wysoko sklasyfikowanych kompletnych ludzkich szczątków. Zespół rozpoczyna pracę, a wkrótce zaczyna podejrzewać, że bada jedno z najsławniejszych prezydenckich morderstw w historii. Tymczasem szef Bootha Andrew Hacker pomaga mu włamać się do laboratorium i określić motywy tajemniczego śledztwa. Sfrustrowana Cam martwi się o Michelle; sądzi, że ta coś przed nią ukrywa. |                                     |                          |                     |                             |                      |               |
| 13 (97) | The Dentist in the Ditch            | Dentysta w rowie         | Dwight Little       | Pat Charles, Josh Berman    | 28 stycznia 2010     | 5AKY13 (5x13) |
| Gdy ludzki szkielet odkryto w okopach pola bitewnego wojny secesyjnej, Brennan i Booth zostają wezwani do sprawy. Mimo że jest to miejsce historyczne, Brennan szybko identyfikuje szczątki, należące do Dan Pinard, lokalnego dentysty. Kiedy Booth przesłuchuje podejrzanych, w tym byłego chłopaka ofiary, Hodgins w laboratorium wraz z Vincentem Nigel-Murrayem pracują wytrwale nad czyszczeniem kości z pozostałości gliny, która uniemożliwia zespołowi określenie przyczyny zgonu. Tymczasem Jared, brat Bootha, wraca z podróży z zaskakującą wiadomością. |                                     |                          |                     |                             |                      |               |
| 14 (98) | The Devil in the Details            | Diabeł w szczegółach     | Ian Toynton         | Michael Peterson            | 4 lutego 2010        | 5AKY14 (5x14) |
| Brennan i Booth prowadzą śledztwo w sprawie wyjątkowo zniekształconych szczątek alegoryzujących biblijny tekst. Kiedy dowiadują się więcej na temat ofiary, pacjenta dr. Adama Copelanda z Sanatorium Havenhurst, spotykają podejrzanych, których trudno scharakteryzować jako dobrych lub złych. Tymczasem w Jeffersonian stażysta Arastoo Vaziri ujawnia tajemnicę o swojej przeszłości. |                                     |                          |                     |                             |                      |               |
| 15 (99) | The Bones on the Blue Line          | Kości w metrze           | Chad Lowe           | Carla Kettner               | 1 kwietnia 2010      | 5AKY15 (5x15) |
| Pękła magistrala wodna. Ogromne ilości wody uderzyły w pociąg metra, który wypadł z szyn. Jedyną ofiarą jest chłopak, który chwilę przed wypadkiem poinformował Sweetsa przez telefon, że wygrał walkę z rakiem. Katastrofa w metrze odsłoniła ludzki szkielet ukryty w betonowej ścianie. Niebieska barwa kości przyciąga uwagę wszystkich w instytucie. Naukowcy odkrywają, że ofiarą jest niewidomy mężczyzna, który pisał listy w imieniu innych osób – na zlecenie sporządzał pisma urzędowe oraz wyznawał uczucia. |                                     |                          |                     |                             |                      |               |
| 16 (100) | The Parts In The Sum Of The Whole   | Część w całości          | David Boreanaz      | Hart Hanson                 | 8 kwietnia 2010      | 5AKY16 (5x16) |
| Booth i Brennan powracają pamięcią do pierwszej wspólnej sprawy sprzed sześciu lat. Na wysypisku znaleziono zwłoki dziewczyny. Booth ukrył przed Brennan prawdziwą tożsamość ofiary i okoliczności jej śmierci oraz nazwisko domniemanego sprawcy, który jest tak wpływową osobą w Waszyngtonie, że nawet agent federalny potrzebuje niepodważalnych dowodów, by go o coś oskarżyć. Agent nie docenił jednak inteligencji Brennan i pasji w poszukiwaniu prawdy. |                                     |                          |                     |                             |                      |               |
| 17 (101) | The Death of the Queen Bee          | Śmierć królowej pszczoły | Allan Kroeker       | Mark Lisson                 | 15 kwietnia 2010     | 5AKY17 (5x17) |
| Podczas randki para znajduje czaszkę. Według legendy w lesie mieszka duch, który opętuje ludzi i zmusza ich do zabijania. Brennan wychowała się w tych stronach. Za jej szkolnych czasów w ten sam sposób zamordowano jej koleżankę. Sprawcy nigdy nie znaleziono. Okrzyknięto go rzeźnikiem z Burtonsville. Głównym podejrzanym był woźny, Ray Buxley. Mieszkał na odludziu, był małomówny i tylko Brennan darzyła go sympatią. Obecnie ona nadal wierzy w jego niewinność, chociaż ważne dowody świadczą przeciw niemu. |                                     |                          |                     |                             |                      |               |
| 18 (102) | The Predator in the Pool            | Drapieżnik w basenie     | Dwight H. Little    | Karyn Usher                 | 22 kwietnia 2010     | 5AKY18 (5x18) |
| We wnętrzu martwego rekina odkryto ludzką kończynę. Ślady na kościach dowodzą, że człowiek został zaatakowany przez kilka drapieżników ze strefy tropikalnej. Miejscem zbrodni jest oceanarium. Brennan i Booth znajdują w ogromnym akwarium czaszkę i kręgosłup. W trakcie śledztwa wychodzi na jaw, że do zabójstwa musiało dojść w czasie, gdy w oceanarium była szkolna wycieczka. Badacze ustalają tożsamość ofiary. Jest nią kontrowersyjny naukowiec, który zdobył sławę, głosząc, iż po poważnej kontuzji doznał ozdrowienia w morzu. |                                     |                          |                     |                             |                      |               |
| 19 (103) | The Rocker in the Rinse Cycle       | Rockman w pralce         | Jeff Woolnough      | Karine Rosenthal            | 29 kwietnia 2010     | 5AKY19 (5x19) |
| W bębnie hotelowej pralki znaleziono zwłoki. Szkielet uległ poważnemu uszkodzeniu, więc określenie przyczyny śmierci będzie trudne. Brennan i Arastoo odkrywają na kościach uszkodzenia, których ofiara musiała doznać w wyniku ryzykownych zachowań. Okazuje się, że zaginął biznesmen Richard Cole, który w wywiadzie wspomniał, że planuje udział w „Obozie fantazji”. Wśród szczątków wydobytych z pralki Hodgins znajduje fragment kła mamuta. |                                     |                          |                     |                             |                      |               |
| 20 (104) | The Witch in the Wardrobe           | Wiedźma w szafie         | François Velle      | Kathy Reichs                | 6 maja 2010          | 5AKY20 (5x20) |
| W lesie strażacy gaszą pożar domu. W szafie odkrywają szkielet kobiety w sukni ślubnej. Stalowe ściany kapsuły uchroniły szczątki przed ogniem, w przeciwieństwie do innych zwłok odkrytych na pogorzelisku. Okazuje się, że ofiary zmarły, zanim płomienie ogarnęły chatę. Analiza szkieletu kobiety w sukni ślubnej dowodzi, że jej kości wydobyto z grobu i ponownie połączono. Wykryte na nich obrażenia przypominają ślady tortur, którym poddawano niewiasty podejrzewane o czary w XVII wieku. |                                     |                          |                     |                             |                      |               |
| 21 (105) | The Boy with the Answer             | Chłopiec z odpowiedzią   | Dwight H. Little    | Stephen Nathan              | 13 maja 2010         | 5AKY21 (5x21) |
| Rozpoczyna się proces Grabarza – seryjnej zabójczyni, która porywała i mordowała ludzi, zakopując ich żywcem. Ponieważ oskarżona była prokuratorem federalnym, sama broni się w sądzie przed zarzutami, m.in. zamordowania kilkuletniego chłopca. Ciała nigdy nie odnaleziono. Z powodu błędów proceduralnych, które Brennan świadomie popełniła przed rokiem, by ratować Bootha i Hodginsa, oskarżona może wyjść na wolność. Przyjaciele z instytutu Jeffersona muszą ponownie przeanalizować ślady w sprawie porwania dziesięciolatka. |                                     |                          |                     |                             |                      |               |
| 22 (106) | The Beginning in the End            | W końcu początek         | Ian Toynton         | Hart Hanson, Stephen Nathan | 20 maja 2010         | 5AKY22 (5x22) |
| Pewien chłopak ma wrażenie, że śnieg zaczyna padać w jego sypialni. Niespodziewanie sufit spada mu na głowę. Wraz ze stosem śmieci zsuwa się ludzki szkielet. Ofiara to mężczyzna, który z powodu choroby psychicznej zamienił mieszkanie w magazyn śmieci. Ślady na czaszce świadczą o tym, że został zaatakowany. Angela i Hodgins są bardzo szczęśliwi. Ojciec Angeli zjawia się nagle w mieście. Zleca Hodginsowi, by wykradł jego wóz z parkingu należącego do gangu szalonych motocyklistów. |                                     |                          |                     |                             |                      |               |

## Sezon 6
| 1 (107) | The Mastodon in the Room              | Mamut w laboratorium                     | Ian Toynton        | Hart Hanson                                                 | 23 września 2010     | 6AKY01 |
| Siedem miesięcy minęło od rozpadu ekipy i Caroline Julian wzywa zespół z powrotem do Instytutu Jeffersona w Waszyngtonie, aby uratować karierę Cam i pomóc rozwiązać kontrowersje dotyczące sprawy małego chłopca. |                                       |                                          |                    |                                                             |                      |        |
| 2 (108) | The Couple in the Cave                | Para w jaskini                           | Milan Cheylov      | Stephen Nathan                                              | 30 września 2010     | 6AKY02 |
| Zespół z instytutu próbuje odkryć tożsamość pary, której ciała zostały znalezione w jaskini. Dziewczyna Bootha – Hannah Burley, wraca do Waszyngtonu i Brennan ponownie ocenia swój związek z Boothem zdając sobie sprawę, że jemu naprawdę zależy na Hannah. |                                       |                                          |                    |                                                             |                      |        |
| 3 (109) | The Maggots in the Meathead           | Larwy w mięśniaku                        | Tim Southam        | Dean Lopata                                                 | 7 października 2010  | 6AKY03 |
| Booth i Brennan badają szczątki Richiego „V” Genaro, który był ostatnio widziany w Jersey Shore, klubie nocnym. Brennan zna się na tej pop-kulturze, gdyż wierzy, że oglądała o tym film dokumentalny, a tak naprawdę było to show telewizyjne. Tymczasem Hannah zaprzyjaźnia się z zespołem z instytutu Jeffersonian, a Angela stara się utrzymać ciążę w tajemnicy. |                                       |                                          |                    |                                                             |                      |        |
| 4 (110) | The Body and the Bounty               | Łowca nagród w śmietniku                 | Dwight Little      | Michael Peterson                                            | 14 października 2010 | 6AKY04 |
| Zespół jedzie na poszukiwanie zaginionych części ciała po wcześniejszym znalezieniu czaszki i rozkładających się rąk w śmietniku. Ofiara została zidentyfikowana jako łowca nagród, który szuka mordercy o imieniu Charles Braverman. Zespół odkrywa, że inny łowca nagród szuka Bevermana, co jest dobrym motywem zabójstwa. W międzyczasie Brennan sprawia, że gwiazda show dla dzieci prof. Bunsen Jude „The Science Dude” (gościnnie David Alan Grier) jest jej nowym stażystą.                                      |                                       |                                          |                    |                                                             |                      |        |
| 5 (111) | The Bones that Weren’t                | Kości, których nie było                  | Jeannot Szwarc     | Pat Charles                                                 | 4 listopada 2010     | 6AKY05 |
| Zostaje zamordowany uliczny tancerz. Booth i Brennan podejrzewają kogoś z konkurencyjnej trupy. W międzyczasie, dziewczyna Bootha zostaje postrzelona, a Booth bardzo martwi się o jej zdrowie. |                                       |                                          |                    |                                                             |                      |        |
| 6 (112) | The Shallow in the Deep               | Płytkość w głębi                         | Mark Helfrich      | Carla Kettner                                               | 11 listopada 2010    | 6AKY06 |
| Zespół, podczas identyfikacji szczątków niewolników z wraku 150-letniego statku, odkrywa szkielet młodego mężczyzny, który jest znacznie młodszy niż pozostałe. Dochodzenie doprowadza Bootha i Brennan na rejs, który przeznaczony jest dla starszych kobiet szukających adoracji młodych mężczyzn. Tymczasem, Sweets ma kłopoty z utrzymaniem platonicznego związku z Daisy, a Cam dowiaduje się, że jej prababka znajdowała się na statku niewolników badanym przez zespół.                                           |                                       |                                          |                    |                                                             |                      |        |
| 7 (113) | The Babe in the Bar                   | Kociak w tabliczce czekolady             | Tim Southam        | Karine Rosenthal                                            | 18 listopada 2010    | 6AKY07 |
| Kiedy znaleziono ludzkie szczątki w największej na świecie tabliczce czekolady, ekscentryczny potentat Candy (Wayne Knight) jest jednym z podejrzanych. Zespół zbadał zaskakujący sposób, w jaki szczątki dostały się do wnętrza czekolady. Tymczasem Cam martwi się o uczelnię, na którą uczęszczać ma Michelle, a Hodgins planuje powiedzieć przyjaciołom o ciąży Angeli, mimo że wszyscy już wiedzą. |                                       |                                          |                    |                                                             |                      |        |
| 8 (114) | The Twisted Bones in the Melted Truck | Powykręcane kości w stopionej ciężarówce | Gordon C. Lonsdale | Josh Berman                                                 | 2 grudnia 2010       | 6AKY09 |
| Zespół bada interesujące przypadek skręconych kości znalezionej podczas eksplozji ciężarówki. Tymczasem Booth próbuje ułożyć dobrze stosunki między Hannah a Parkerem, a Daisy przygotowuje się do egzaminu FBI. |                                       |                                          |                    |                                                             |                      |        |
| 9 (115) | The Doctor in the Photo               | Lekarka ze zdjęcia                       | Ian Toynton        | Carla Kettner                                               | 9 grudnia 2010       | 6AKY08 |
| Brennan ma paranoję, bo porównuje ofiarę do siebie. Cała sprawa przybiera dosyć nieoczekiwany obrót. |                                       |                                          |                    |                                                             |                      |        |
| 10 (116) | The Body in the Bag                   | Cała moc w torebce                       | Kate Woods         | Janet Lin                                                   | 20 stycznia 2011     | 6AKY11 |
| Zespół bada śmierć kobiety pod prysznicem. Sprawa staje się coraz ciekawsza, gdy okazuje się, że wszystko ma związek z fałszerstwami na szeroką skalę markowych toreb. W badaniach asystuje Clark, który przeszedł swoistą odmianę. |                                       |                                          |                    |                                                             |                      |        |
| 11 (117) | The Bullet in the Brain               | Kula w mózgu                             | David Boreanaz     | Karyn Usher                                                 | 27 stycznia 2011     | 6AKY10 |
| Powraca Heather Taffet, lepiej znana jako „Grabarz”. Przed budynkiem sądu, w którym miała się odbyć apelacja, ktoś odstrzela jej głowę. Naukowcy z Jeffersonian razem z FBI mimo wielkiej ulgi starają się znaleźć sprawcę. |                                       |                                          |                    |                                                             |                      |        |
| 12 (118) | The Sin in the Sisterhood             | Siostrzany grzech                        | Rob Hardy          | Karyn Usher                                                 | 3 lutego 2011        | 6AKY12 |
| Zespół bada tajemniczą śmierć farmera, który żył w poligamicznym związku. |                                       |                                          |                    |                                                             |                      |        |
| 13 (119) | The Daredevil in the Mold             | Śmiałek w kokonie                        | Dwight Little      | Dean Lopata                                                 | 10 lutego 2011       | 6AKY13 |
| Odnalezione na dachu budynku zapleśniałe szczątki, doprowadzają zespół do szaleńców, dla których więcej warta jest sława niż własne życie. Tymczasem Booth planuje oświadczyć się Hannah. |                                       |                                          |                    |                                                             |                      |        |
| 14 (120) | The Bikini in the Soup                | Bikini w zupie                           | Ian Toynton        | Lyla Oliver                                                 | 17 lutego 2011       | 6AKY14 |
| Zwłoki organizatorki ślubów zostają odnalezione w łóżku do opalania. Paradoksalnie całe wydarzenie ma miejscu w dniu świętego Walentego, gdy jedna z klientek ofiary miała wziąć ślub. Z uwagi na wieczorne plany prawie każdego członka zespołu śledczych, dr Saroyan nakłania do jak najszybszego rozwiązania sprawy i wyznacza ośmiogodzinny limit. |                                       |                                          |                    |                                                             |                      |        |
| 15 (121) | The Killer in the Crosshairs          | Zabójca na celowniku                     | Milan Cheylov      | Michael Peterson                                            | 10 marca 2011        | 6AKY15 |
| Powraca Jacob Broadski – snajper, z którym Booth służył w wojsku. Tymczasem ojciec Angeli chce mieć swój wkład w nadaniu imienia jej i Hodginsa dziecku. |                                       |                                          |                    |                                                             |                      |        |
| 16 (122) | The Blackout in the Blizzard          | Zaciemnienie w zamieć                    | David Boreanaz     | Karine Rosenthal                                            | 17 marca 2011        | 6AKY16 |
| W Waszyngtonie szaleje burza śnieżna. Brennan i Booth utykają w windzie, a w całym mieście wyłączają prąd, podczas gdy do instytutu trafia szkielet kobiety, na którym znajdują się ślady wirusa gorączki krwotocznej. |                                       |                                          |                    |                                                             |                      |        |
| 17 (123) | The Feet on the Beach                 | Stopy na plaży                           | Emile Levisetti    | Pat Charles                                                 | 7 kwietnia 2011      | 6AKY18 |
| Na granicy kanadyjsko-amerykańskiej zostają odnalezione szczątki kilku par stóp. Ze strony amerykańskiej do śledztwa zostają przydzieleni dr Brennan i Booth. Po stronie kanadyjskiej wsparciem dla lokalnych służb jest dr Filmore – obsmarowany w artykule przez dr Brennan ekspert od ludzkich stóp. Pomimo animozji i wzajemnej niechęci wspólnie rozwiązują zagadkę. |                                       |                                          |                    |                                                             |                      |        |
| 18 (124) | The Truth in the Myth                 | Prawda w micie                           | Chad Lowe          | Jonathan Goldstein, John Francis Daley                      | 14 kwietnia 2011     | 6AKY19 |
| Znalezione w lesie, pozbawione krwi oraz serca szczątki, noszące dziwne znamiona ugryzień wskazują, że sprawcą tej okrutnej zbrodni może być mityczny potwór chupacabra. Jak zwykle niektórzy sceptycznie, a inni entuzjastycznie, wszyscy w naukowy sposób próbują ustalić prawdę. |                                       |                                          |                    |                                                             |                      |        |
| 19 (125) | The Finder                            | Znalazca                                 | Daniel Sackheim    | Hart Hanson                                                 | 21 kwietnia 2011     | 6AKY17 |
| Na bagnach zostaje znaleziony szkielet, który doprowadza dr Brennan i Bootha do skradzionego z muzeum kawałka mapy. Booth wierzy, że w odnalezieniu zabójcy, jak i skarbu, do którego prowadzi mapa może pomóc Walter Sherman – lepiej znany jako „wyszukiwacz”. Posiada on niezwykłą zdolność odnajdywania rzeczy potencjalnie niemożliwych do odnalezienia. Odcinek jest tzw. spin-offem serialu Bones zaliczonym jako odcinek pilotujący dla nowego serialu pt. „The Finder”. Serial ma wystartować w maju 2012 roku. |                                       |                                          |                    |                                                             |                      |        |
| 20 (126) | The Pinocchio in the Planter          | Pinokio w rabacie                        | François Velle     | Keith Foglesong                                             | 28 kwietnia 2011     | 6AKY20 |
| W donicy obok placu zabaw zostają odnalezione szczątki człowieka. Zespół natrafia na jego przynależność do grupy osób, dla których szczerość jest filozofią życia. Brennan i Booth, Angela i Hodgins oraz Wendell i Cam przekonują się, że bycie szczerym nie do końca jest właściwą życiową polisą. |                                       |                                          |                    |                                                             |                      |        |
| 21 (127) | The Signs in the Silence              | Znaki w ciszy                            | Dwight Little      | Janet Lin, Stephen Nathan                                   | 5 maja 2011          | 6AKY21 |
| Do Instytutu Jeffersonian trafia nietypowo żywy człowiek – głuchoniema dziewczynka, którą mogła być sprawcą lub świadkiem morderstwa. Zespół próbuje zmierzyć się z tą wyjątkowo trudną sprawą. |                                       |                                          |                    |                                                             |                      |        |
| 22 (128) | The Hole in the Heart                 | Dziura w sercu                           | Alex Chapple       | Sztuka TV: Carla Kettner, Karyn Usher Fabuła: Carla Kettner | 12 maja 2011         | 6AKY22 |
| Booth trafia na trop Jacoba Broadskiego, który tym razem dopuszcza się wyjątkowo okrutnego czynu. Cały zespół staje na głowie, aby doprowadzić przestępcę przed wymiar sprawiedliwości. |                                       |                                          |                    |                                                             |                      |        |
| 23 (129) | The Change in the Game                | Zmiana w grze                            | Ian Toynton        | Hart Hanson, Stephen Nathan                                 | 19 maja 2011         | 6AKY23 |
| W kręgielni zostają odnalezione zmasakrowane szczątki jednego z zawodników turnieju kręglarskiego. Booth i dr Brennan, z niewielką pomocą Maxa – ojca pani antropolog – próbują wtopić się w świat kręglarzy, aby rozwikłać zagadkę. W tym czasie Angela znajduje się w szpitalu i rodzi dziecko. Temperance wyznaje Boothowi, że jest z nim w ciąży. |                                       |                                          |                    |                                                             |                      |        |

## Sezon 7
| 1 (130) | The Memories in the Shallow Grave | Wspomnienia w płytkim grobie | Ian Toynton     | Stephen Nathan                 | 3 listopada 2011  | 7AKY01 |
| Kiedy ekipa z Jeffersonian identyfikuje zwłoki kobiety znalezionej na polu do paintballa, w jej aktach odkrywa dwa reporty o zaginionych osobach. Booth oraz Sweets przesłuchują męża ofiary (gościnnie Brad Greenquist) i dowiadują się, że kobieta cierpiała na amnezję. Kiedy zezulec Wendell Bray (gościnnie Michael Grant Terry) odkrywa, że ofiara przeżyła również ranę postrzałową, niespójności w jej karcie medycznej odkrywają zaskakujące połączenie z jej śmiercią. Tymczasem Brennan i Booth dostosowują się do nowego życia, jako przyszli rodzice i radzą sobie ze zbliżającymi się zmianami w ich mieszkaniu. |                                   |                              |                 |                                |                   |        |
| 2 (131) | The Hot Dog in the Competition    | Hot dog w konkursie          | Dwight Little   | Michael Peterson               | 10 listopada 2011 | 7AKY02 |
| Ekipa z Jeffersonian identyfikuje zwłoki mistrza w zawodach w jedzeniu na dzień przed Gluttony Games (Zawody w Obżarstwie/Jedzeniu), premierowymi zawodami, na których stawką jest 10 tysięcy dolarów. Niezwykła praca wyjątkowo błyskotliwego nowego zezulca i byłego młodocianego przestępcy Finna (gościnnie Luke Kleintank) w celu rozwiązania zbrodni, łączy niejasne dowody znalezione w brzuchu węża z prawami fizyki. Mimo niezaprzeczalnego mistrzostwa w laboratorium, Finn spotyka się z wrogością i sceptycyzmem, co sprawia, że Cam (Tamara Taylor) zaczyna się zastanawiać, czy dobrze zrobiła dając mu szansę na nowy start. Tymczasem, Booth jest zaskoczony ogłoszeniem Brennan w sprawie ich dziecka. Aby rozładować napięcie między nimi, para zgadza się na eksperyment wiążący się z zamianą miejsc. |                                   |                              |                 |                                |                   |        |
| 3 (132) | The Prince in the Plastic         | Książę w plastiku            | Alex Chapple    | Dean Lopata                    | 17 listopada 2011 | 7AKY03 |
| Po znalezieniu szczątków kierowniczki firmy zabawek, zawiniętych w folię wraz z lalką Czarującego Księcia, prezes spółki (gościnnie Morgan Fairchild) daje Boothowi i Sweetsowi dostęp do ściśle tajnego laboratorium prototypów w siedzibie firmy, gdzie zaczynają pojawiać się dane dotyczące życia prywatnego ofiary. Tymczasem, Sweets z pomocą swojej dziewczyny Daisy (gościnnie Carla Galo), przygotowuje się do testu na pozwolenie na broń, mimo sprzeciwu Bootha odnośnie do posiadania przez niego broni. Przyszła mama, Bones zastanawia się, czy będzie dobrą matką i wykorzystuje sprawę, by zrozumieć ważność zabawek i zabaw z dzieckiem. |                                   |                              |                 |                                |                   |        |
| 4 (133) | The Male in the Mail              | Mężczyzna w przesyłce        | Kevin Hooks     | Pat Charles                    | 1 grudnia 2011    | 7AKY04 |
| Na poczcie zostają odnalezione zwłoki jej pracownika, zapakowane w pudła. Ekipa z Jeffersonian stara się znaleźć zabójcę. Booth dowiaduje się, od swojego dziadka, że jego ojciec nie żyje. Brennan stara się pomóc Boothowi, mimo jego pozornej niechęci. |                                   |                              |                 |                                |                   |        |
| 5 (134) | The Twist in the Twister          | Zwrot akcji w tornadzie      | Jeannot Szwarc  | Karine Rosenthal               | 8 grudnia 2011    | 7AKY05 |
| Na obozie zostają odnalezione zwłoki ofiary tornada. Ekipa z Jeffersonian stara się rozwikłać nietypową sprawę. |                                   |                              |                 |                                |                   |        |
| 6 (135) | The Crack in the Code             | Załamanie w kodzie           | Ian Toynton     | Carla Kettner                  | 12 stycznia 2012  | 7AKY06 |
| Na pomniku narodowym odkryto zagadkową wiadomość napisaną ludzką krwią. Kiedy zespół z Jeffersonian rozpoczyna polowanie, by rozwiązać sprawę, zdaje sobie sprawę, że ich zaznajomiony z techniką podejrzany (gościnnie Andrew Leeds) wciąż pozostaje krok przed nimi. W międzyczasie, Booth i Brennan szukają idealnego domu dla swojej nowej rodziny. |                                   |                              |                 |                                |                   |        |
| 7 (136) | Prisoner in the Pipe              | Więzień w rurze              | Kate Woods      | Jonathan Collier               | 2 kwietnia 2012   | 7AKY07 |
| Szczątki zbiegłego skazańca zostają znalezione w kanałach ściekowych, ale ich badanie wskazuje, że morderstwa dokonano wewnątrz murów więziennych. Brennan naciska na rozwiązanie zagadki – choć Booth wolałby, żeby bardziej się oszczędzała – i tak nasza spodziewająca się dziecka para doświadczy nietuzinkowych narodzin córki. |                                   |                              |                 |                                |                   |        |
| 8 (137) | The Bump in the Road              | Wybój na drodze              | Dwight Little   | Keith Foglesong                | 12 kwietnia 2012  | 7AKY08 |
| Z pomocą agentki specjalnej Genny Shaw ekipa Jeffersonian identyfikuje szczątki klienta dyskontów, pasjonata kuponów rabatowych, którego ciało było ciągnięte wzdłuż drogi przez 18–kołową ciężarówkę. Tymczasem Brennan odnajduje się w czasie swojego pierwszego dnia w pracy, po przerwie związanej z narodzinami córeczki. Natomiast Cam nie jest zadowolona z romansu swojej córki z nowym zezulcem Finnem Abernathy. |                                   |                              |                 |                                |                   |        |
| 9 (138) | The Don’t in the Do               | Zaprzeczenie w potwierdzeniu | Jeannot Szwarc  | Janet Lin                      | 16 kwietnia 2012  | 7AKY09 |
| Gdy zwłoki ufarbowane w niebieskiej substancji zostają znalezione przy składowaniu odpadów stażysta Arastoo Vaziri znajduje metodę, która pomaga eliminować pośmiertne uszkodzenia ciała. To prowadzi zespół do salonu fryzjerskiego gdzie pracowała ofiara. Tymczasem Bones czuje się nieswojo w jej poporodowym ciele więc Booth decyduje się zrobić COŚ specjalnego, aby zwiększyć jej pewność siebie. |                                   |                              |                 |                                |                   |        |
| 10 (139) | The Warrior in the Wuss           | Wojownik w słabeuszu         | Chad Lowe       | Dean Lopata & Michael Peterson | 23 kwietnia 2012  | 7AKY10 |
| Ciało pracownika przedsiębiorstwa transportowego zostaje znalezione w lesie. Po przesłuchaniu syna ofiary, Booth i Brennan w poszukiwaniu motywu odwiedzają szkołę karate, do której uczęszczał. Tymczasem w laboratorium Hodgins przekracza granice w zakupie sprzętu laboratoryjnego. Z Anglii wraca do domu syn Bootha, Parker, a Brennan martwi się o jego reakcję na nową siostrę… |                                   |                              |                 |                                |                   |        |
| 11 (140) | The Family and the Feud           | Rodzina w sporze             | Dwight Little   | Pat Charles & Janet Lin        | 30 kwietnia 2012  | 7AKY11 |
| Kiedy w środku lasu znalezione zostaje ciało, zespół łączy ofiarę z dwoma, skłóconymi od prawie wieku, rodzinami. Podczas przesłuchania członka rodziny Booth i Brennan zyskują szokujące zeznania, które prowadzą ich do odkrycia motywu morderstwa. W międzyczasie, Brennan przechodzi ciężki okres w związku z zaakceptowaniem jej ojca jako opiekuna ich córeczki, a to dlatego, że w jej dzieciństwie był nieodpowiedzialny. |                                   |                              |                 |                                |                   |        |
| 12 (141) | The Suit on the Set               | Garnitur na planie           | Emile Levisetti | Karine Rosenthal               | 7 maja 2012       | 7AKY12 |
| Brennan i Booth jadą do Los Angeles do Hollywood aby móc obserwować jak powstaje film pt. „Kość niezgody”, którego scenariusz został oparty na książce Brennan. Na planie spotykają dr Filmora, specjalistę od stóp, który pracuje tam jako konsultant. Podczas kręcenia sceny w laboratorium, Temperance odkrywa, że rekwizyt mający udawać zwłoki jest prawdziwymi szczątkami. Przy pomocy aktora-odpowiednika Hodgins i dr Filmora Brennan i Booth zaczynają śledztwo. W trakcie rozwiązywania sprawy, wychodzi na jaw wstydliwa tajemnica Cam związana z filmem. |                                   |                              |                 |                                |                   |        |
| 13 (142) | The Past in the Present           | Przeszłość w teraźniejszości | David Boreanaz  | Carla Kettner                  | 14 maja 2012      | 7AKY13 |
| Brennan jest podejrzana w sprawie morderstwa, którego nie popełniła. Razem z córką zostawia Bootha i ucieka z pomocą ojca. |                                   |                              |                 |                                |                   |        |

## Sezon 8
Premierowe odcinki 8 sezonu były emitowane w Polsce na kanale Polsat od 24 lutego 2013 roku.

## Sezon 9
Mija kilka miesięcy od przerażających wydarzeń, które stały się udziałem Jacka i Angeli. Niestety od tamtej pory nie udało się jeszcze znaleźć Christophera Pelanta. Wybitnie inteligentny haker, a jednocześnie seryjny morderca pozostaje nieuchwytny. Brennan, odrzucona przez Bootha, czuje się zawiedziona. Nie wie, że Pelant trzyma w szachu jej partnera, który zrezygnował z małżeństwa, aby chronić ją i córeczkę. Pracujący w waszyngtońskim Instytucie Jeffersona naukowcy, widzą narastającą frustrację pary kochających się ludzi. Rozumieją, że sytuację ich wszystkich poprawić może jedynie śmierć ich prześladowcy. Tymczasem Pelant utrudnia im działanie popełniając kolejne zbrodnie i wciągając ich w coraz bardziej niebezpieczną grę.
| 167 | 1  | The Secrets in the Proposal     | Ian Toynton         | Hart Hanson, Stephen Nathan       | 16 września 2013     | 2 marca 2014         | 9AKY01 |
| Sfrustrowany Seeley marzy wyłącznie o tym, by dopaść i zabić psychopatę. W dodatku ciężko mu zachować w tajemnicy umowę, jaką z nim zawarł. W końcu agent odwiedza byłego kapelana i starego przyjaciela Aldo Clemensa (Mather Zickel). Postanawia wyznać mu, dlaczego okłamał ukochaną kobietę. Tymczasem pracownicy laboratorium oraz Federalnego Biura Śledczego starają się określić tożsamość człowieka, którego szczątki znaleziono w klimatyzatorze hotelowym. Wszystko wskazuje na to, że ofiarę wyrzucono z okna sąsiedniego budynku. Wstępne badania przeprowadzone przez Temperance potwierdzają tę hipotezę. Po szeregu badań okazuje się, że zmarły to Jason Siedel, pracownik Departamentu Stanu. Booth i Sweets odwiedzają biuro i dom denata. Mieszkanie ofiary wygląda na starannie wyczyszczone, jednak przebywa w nim intruz, który na widok niespodziewanych gości rzuca się do ucieczki. Seeley rusza za nim w pościg. Gdy go zatrzymuje, stwierdza, że to jego dawny kumpel z armii, obecnie pracownik CIA, Danny Beck (Freddie Prinze, Jr.). Należy sądzić, że Siedel nie był osobą, za którą się podawał. |    |                                 |                     |                                   |                      |                      |        |
| 168 | 2  | The Cheat in the Retreat        | Alex Chapple        | Nkechi Okoro Carroll              | 23 września 2013     | 9 marca 2014         | 9AKY02 |
| Hycle łapią przy śmietnikach rysia żerującego na ludzkich szczątkach. Okazuje się, że to koreański biznesmen, który spędzał czas z kochanką w ośrodku dla par małżeńskich. Bones i Seeley pracują nad sprawą pod przykryciem jako Tony i Roxie Scalion. Podejrzanym w sprawie jest oszust – właściciel ośrodka oraz żona ofiary. Angela nie rozumie jak Brennan mogła wybaczyć Boothowi odmowę. Ktoś dokonuje oszustw finansowych korzystając z tożsamości Cam. Policja i prokuratura zamrażają Cam konta i karty kredytowe. Dr Saroyann nie chce korzystać z pomocy przyjaciół, w końcu kontaktuje się z adwokatem, którego polecił jej Hodgins oraz przyjmuje pomoc w księgowaniu od Angeli. Booth i Brennan są ze sobą bardzo szczęśliwi. |    |                                 |                     |                                   |                      |                      |        |
| 169 | 3  | El Carnicero en el Coche        | Ian Toynton         | Jonathan Collier, Dean Lopata     | 30 września 2013     | 16 marca 2014        | 8AKY22 |
| W spalonym samochodzie znaleziono ciało latynoskiego gangstera. Użyta do zabójstwa broń jest wypożyczana przez jeden z gangów swoim członkom. Booth prosi o pomoc Sweetsa, który jest na urlopie i nadal czuje się winny w sprawi Pelanta. Booth i Sweets podejrzewają o morderstwo konkurencyjny gang. Sweets pracuje w Centrum Kultury, gdzie przychodzi syn latynoski z gangu Estrellas. Okazuje się, że to on brał udział w morderstwie. Matka odrzuca go, Sweets znajduje mu rodzinę zastępczą i wraca na urlop. |    |                                 |                     |                                   |                      |                      |        |
| 170 | 4  | The Sense in the Sacrifice      | Kate Woods          | Jonathan Collier                  | 7 października 2013  | 23 marca 2014        | 9AKY03 |
| Wykorzystując narcystyczną słabość Pelanta zespół zamienia ciało oddane przez denata do celów naukowych Instytutu w makabryczne dzieło seryjnego mordercy, by media zainteresowały się nim, co powinno wywołać zazdrość Christophera i doprowadzić do błędu w jego „grze”, jednak gdy otrzymują wezwanie do morderstwa odkrywają, że mimo podobieństw nie jest to ciało, które spreparowali. Okazuje się, że to ciało agenta Flynna, który pomagał im w tej tajnej akcji. Z powodu braku dowodów, zespół dopuszcza możliwość zdrady Flynna. Booth wierzy w uczciwość przyjaciela. Obok ofiary biegli odnajdują też kwiat tojadu zostawiony przez Pelanta, który ma oznaczać „wróg jest blisko”. Pelant pojawia się w Instytucie i rozmawia z Brennan opowiadając jej o tajemniczej morderczyni. Kości rzekomych ofiar nałożone na mapę nieba wskazują miejsce pobytu Pelanta. Sweets podejrzewa, że Christopher pragnie zdobyć Brennan. Bones jedzie do niego, w ślad za nią podąża Booth. Pelant próbuje przekonać Bootha, że Brennan bardziej zależy na nim niż na narzeczonym. Booth strzela do mordercy. Pelant umiera. Booth oświadcza się Brennan i wyjawia jej tajemnicę poprzedniej odmowy. |    |                                 |                     |                                   |                      |                      |        |
| 171 | 5  | The Lady on the List            | Chad Lowe           | Pat Charles                       | 14 października 2013 | 30 marca 2014        | 9AKY04 |
| Znaleziono zwłoki wiszące na linie na ścianie skalnej. Ofiarą okazuje się być mężczyzna chory na raka w stadium terminalnym, ciężko więc powiedzieć kto mógł chcieć przyspieszyć jego śmierć. Okazuje się, że mężczyzna realizował zadania z listy „co warto zrobić przed śmiercią”. Poza tym w internecie zamieszczał filmiki o życiowych prawdach. Podejrzaną staje się żona ofiary, która skorzysta po jego śmierci z tantiemów. FBI kupiło program VAL, który miał zastąpić Sweetsa w profilowaniu przestępców. Sweets czuje się niedoceniany. VAL źle typuje mordercę. Booth i Brennan planują ślub. |    |                                 |                     |                                   |                      |                      |        |
| 172 | 6  | The Woman in White              | Kevin Hooks         | Karine Rosenthal                  | 21 października 2013 | 6 kwietnia 2014      | 9AKY05 |
| Odbywa się próba ślubu Brennan i Seleeya, kiedy nagle zaczynają wszystkim dzwonić telefony. Pomimo ich wyłączenia ksiądz odbiera swoją komórkę i przekazuje ją Boothowi, gdyż odnaleziono szczątki sprzed ponad 30 lat i było to o wiele pilniejsze niż prywatne życie głównych bohaterów. Hoggins zbiera zakłady względem tego kiedy para odwoła swój ślub z powodu pracy nad morderstwem. Booth zapala świeczkę w kościele za matkę Temperance. Wieczorem dowiadują się, że kościół spłonął. Wszyscy są zaangażowani w pracę nad śledztwem, by odciążyć Brennan. Angela razem z Hodginsem organizują ślub awaryjny w ogrodzie, którego udziela były wojskowy kapłan – kolega Bootha. Temperence i Selley stają się małżeństwem. |    |                                 |                     |                                   |                      |                      |        |
| 173 | 7  | The Nazi On the Honeymoon       | Jeannot Szwarc      | Dave Thomas                       | 4 listopada 2013     | 13 kwietnia 2014     | 9AKY06 |
| Booth i Brennan są w podróży poślubnej. Booth chce się wylegiwać w słońcu i pić piwo, ale Bones zaprasza go na wycieczkę do prosektorium. Odkrywa przy tej okazji, że jedne z kości wykopanych z mogiły zbiorowej pełnej ofiar dawnego reżimu są świeże. Po zbadaniu szczątków okazuje się, że zawierają Cyklon B, gaz używany do zabijania ludzi w obozach koncentracyjnych. Ofiara to bogaty były nazista, któremu udało się uciec przed sądem. Podejrzaną staje się młoda żona. Okazuje się, że miejscowa antropolog sądowa jest jego wnuczką. Booth jako agent Andy – postać z książek Brennan jest niemal noszony na rękach przez „tubylców”. |    |                                 |                     |                                   |                      |                      |        |
| 174 | 8  | The Dude in the Dam             | Kevin Hooks         | Kathy Reichs                      | 11 listopada 2013    | 20 kwietnia 2014     | 8AKY21 |
| Para nastolatków znajduje ciało wmontowane w tamę bobrów. Okazuje się, że to model, który dorabiał sobie sprzedażą spermy. Skłamał jednak na temat swojego wykształcenia, co przysporzyło mu wrogów. Hodgins wykluwa w swojej szyi jajo muchówki oczekując na „poród”. Angela jest na niego zła. Większość pracowników instytutu uważa to za odrażające, jedynie dr Brennan podziwia go za poświęcenie. Larwa rośnie, a guz na szyi Hodginsa się powiększa i zaczyna sprawiać ból. Ostatecznie owad się wykluwa i otrzymuje imię Jefferson. |    |                                 |                     |                                   |                      |                      |        |
| 175 | 9  | The Fury in the Jury            | Dwight Little       | Sanford Golden, Karen Wyscarver   | 15 listopada 2013    | 27 kwietnia 2014     | 9AKY07 |
| Brennan jest ławnikiem w głośnej w mediach sprawie o morderstwo. Oskarżonym jest znany sportowiec, a ofiarą jego żona. Piłkarz jest pewny siebie i ma dobrego adwokata. Podczas posiedzenia ławników, za sprawą dr Brennan, zapada decyzja o uniewinnieniu. Okazuje się, że szczątki na stole w Jeffersonian to niedoszły świadek oskarżenia. Bones czuje się winna wypuszczenia sportowca. Cała ekipa stara się udowodnić winę piłkarza. Cam nadal nie może się uporać z problemem z kradzieżą jej tożsamości. Angela stara się pomóc. W końcu odnajduje złodziejkę tożsamości Cam. Okazuje się nią być dawna współlokatorka Cam, która we wszystkim ją naśladuje. |    |                                 |                     |                                   |                      |                      |        |
| 176 | 10 | The Mystery in the Meat         | Tim Southam         | Michael Peterson                  | 22 listopada 2013    | 4 maja 2014          | 9AKY08 |
| W szkolnej stołówce dzieci znajdują w gulaszu wołowym kawałki człowieka. Trop prowadzi do firmy produkującej ten puszkowany gulasz. Okazało się, że ofiarą był pracownik firmy, chemik, biolog, fizyk, który zajmował się żywnością. W ostatnim okresie przekonał się do zdrowej żywności i odkrył, że w fabryce używa się niedozwolonych składników. Brennan uważa, że jej życie nie zmieniło się po ślubie. Angela organizuje jej wieczór panieński. Temperance, Angela, Cam, Daisy i Caroline przebrane za kowbojki jadą na imprezę. Bawią się świetnie, ale zabawa kończy się bójką w barze. Na drugi dzień wszystkie kiepsko się czują. Booth w końcu godzi się z Angelą. |    |                                 |                     |                                   |                      |                      |        |
| 177 | 11 | The Spark in the Park           | Chad Lowe           | Emily Silver                      | 6 grudnia 2013       | 11 maja 2014         | 9AKY09 |
| W deszczową noc, w publicznym parku pewna para znajduje ludzkie zwłoki. Dokumentuje znalezisko i ustawia nad nim parasol, w który po chwili uderza piorun. Dochodzi do eksplozji. Ciało rozpada się na fragmenty. Mimo to zespół waszyngtońskiego laboratorium ustala, że ofiara to nastolatka, której kości noszą ślady wielu urazów. Laboranci podejrzewają, że trafili na maltretowane dziecko. Wkrótce okazuje się jednak, że denatka to 16-letnia Amanda Watters, utalentowana gimnastyczka. Booth i Brennan odwiedzają ojca dziewczyny, prof. Leona Wattersa. Wybitny matematyk wiadomość o śmierci jedynego dziecka przyjmuje ze stoickim spokojem, co kompletnie dezorientuje Bootha. Bones przypuszcza, że intelektualista oddając się pracy i dystansując się od świata, próbuje poradzić sobie z rozpaczą. Następnie Booth i Brennan składają wizytę trenerowi Amandy. Mężczyzna przyznaje, że jego podopieczna jakiś czas temu uległa groźnemu wypadkowi, jednak to nie on doprowadził do jej śmierci. Tymczasem w Instytucie Jeffersona dr. Saroyan staje twarzą w twarz z kobietą, która ukradła jej tożsamość. Dochodzi do konfrontacji pomiędzy obiema paniami, dawnymi koleżankami z college’u. Zazwyczaj spokojna Cam pragnie zemścić się na złodziejce. Na szczęście Arastoo prosi ją, by dla własnego dobra, spróbowała jej wybaczyć. |    |                                 |                     |                                   |                      |                      |        |
| 178 | 12 | The Ghost in the Killer         | Allison Liddi-Brown | Nkechi Okoro Carroll              | 10 stycznia 2014     | 18 maja 2014         | 9AKY10 |
| Brennan prześladują koszmary, których bohaterem jest Pelant. Psychopata przekonuje ją, że pozwalając go zabić, zaprzepaściła szanse na odnalezienie kogoś groźniejszego niż on. Tego samego ranka Booth znajduje przed domem przesyłkę z ludzkimi szczątkami i list do Bones. Autor tekstu zachęca ją, by spróbowała odkryć, co przytrafiło się ofierze. Brennan, nie mogąc pogodzić się z myślą, że na wolności przebywa jeszcze jeden zabójca, rzuca się w wir pracy. Pomaga jej zespół laborantów. Wspólnie ustalają, że denatka to zmarła 18 lat wcześniej Lana Brewster. Dziewczyna była utytułowaną żeglarką, która samotnie, przy bardzo złej pogodzie, opłynęła kulę ziemską. Zginęła w słoneczny dzień, niedaleko brzegu, w niewielkiej łodzi. Dr Saroyan jako pierwsza zauważa paradoks sytuacji. FBI szuka sprawcy. Brat Leny mówi, że nie lubił siostry, zazdrościł jej popularności, ale jej nie zabił. Twierdzi, że przed śmiercią dziewczyna spotykała się z Trentem McNamarą. Ten potwierdza, że był jej chłopakiem, zapłacił za zatuszowanie faktu, że ją zamordowano, ale nie przyznaje się do popełnienia zbrodni. Dr Hodgins jedzie do will McNamary, swojego przyjaciela sprzed lat, aby zebrać dowody. Po pewnym czasie musi tam wrócić. Wszystko wskazuje na to, że Trent odebrał sobie życie. Badając kości, Brennan ustala jednak, że nie mógł on popełnić samobójstwa. |    |                                 |                     |                                   |                      |                      |        |
| 179 | 13 | Big in the Philippines          | David Boreanaz      | Keith Foglesong                   | 17 stycznia 2014     | 7 września 2014      | 9AKY11 |
| Pierwsza Dama prosi FBI o przeprowadzenie śledztwa w sprawie zwłok, które znaleziono w założonym przez nią miejskim ogrodzie. Szczątki są w stanie zaawansowanego rozkładu, więc Booth potrzebuje pomocy żony i jej kolegów. Ofiarą okazuje się skromny i biedny muzyk country, Colin Haynes, który często grywał w pobliskim barze. Przy jego zwłokach znaleziono podarty czek na 1000 dolarów. Booth i Sweets w mieszkaniu ofiary zastają intruza. Imigrant z Filipin przyznaje, że chciał ukraść gitarę Haynesa. Okazuje się, że muzyk cieszył się olbrzymią popularnością w tym kraju. Dalsze śledztwo wykazuje, że przez wiele lat był on okradany i oszukiwany przez swoją menadżerkę, Harriet White. W Instytucie Jeffersona Angela analizuje piosenki Colina i dochodzi do wniosku, że ostatnio stały się bardziej optymistyczne. Wendell zjawia się w laboratorium z lewą ręką w gipsie. Twierdzi, że opatrunek nie przeszkadza mu w pracy. Wkrótce, za sprawą swojej szefowej, poznaje wstrząsającą prawdę na temat stanu swojego zdrowia. Okazuje się, że ma złośliwego raka kości. Początkowo poddaje się i chce wyjechać, ale Booth i reszta przekonuje go do walki z chorobą. |    |                                 |                     |                                   |                      |                      |        |
| 180 | 14 | The Master in the Slop          | Dwight Little       | Dave Thomas                       | 24 stycznia 2014     | 14 września 2014     | 9AKY12 |
| Doktor Douglas Filmore (Scott Lowell), kanadyjski ekspert w dziedzinie antropologii sądowej, przyjeżdża do waszyngtońskiego Instytutu Jeffersona, by przygotować raport na temat międzynarodowej współpracy. Nieoczekiwanie zostaje stażystą dr Temperance Brennan przy kolejnej sprawie. W Wirginii w świńskim korycie znaleziono zwłoki mężczyzny. Hodginsonowi udaje się oddzielić ludzkie szczątki od innych materiałów organicznych. Śledczy ustalają na podstawie badań porównawczych DNA, że ostatnią osobą, która miała kontakt ze zmarłym, był przestępca Jarrick Henry (Dayo Okeniyi). Gangster z Jamajki potwierdza, że podrzucił ciało na farmę, ale nie zabił tego człowieka. Angela dokonuje komputerowej rekonstrukcji wyglądu twarzy denata. Ofiarą okazuje się mistrz gry w szachy Albert Mognuson. Wśród podejrzanych znajduje się była żona zawodnika, która niedawno podpaliła apartament zmarłego, a teraz znikła, oraz narzeczona Magnusona, która była również jego partnerką w interesach. Wkrótce okazuje się, że zmarły miał znacznie więcej wrogów ze względu na swój wybuchowy charakter. Lance Sweet, który w przeszłości doskonale grał w szachy, odwiedza klub, w którym grywał Magnuson. Na miejscu poznaje ucznia mistrza. Tymczasem Cam Saroyan zwierza się Angeli, że prestiżowe wydawnictwo naukowe przyznało jej w tym roku tytuł Wybitnej Kobiety Nauki i boi się, jak zareaguje na to dr Brennan.                                                                                                |    |                                 |                     |                                   |                      |                      |        |
| 181 | 15 | The Heiress in the Hill         | Milan Cheylov       | Dean Lopata                       | 31 stycznia 2014     | 28 września 2014     | 9AKY13 |
| Dr Brennan i jej współpracownicy badają sprawę zabójstwa młodej kobiety. Jej ciało zostało pogrzebane w parku. Sprawcy wyraźnie zależało na uniemożliwieniu identyfikacji zwłok. Kości potraktowano jak podczas gangsterskiej egzekucji – ługiem. W końcu pracownikom Instytutu Jeffersona udaje się ustalić tożsamość ofiary – to Lauren Frank, córka milionera z branży komputerowej. Rodzice młodej kobiety nie zgłosili zaginięcia córki, ponieważ poprzedniego dnia skontaktował się z nimi porywacz z żądaniem okupu. Dostali również paczkę z palcem Lauren. Booth jedzie do rezydencji Franków. Nieoczekiwanie porywacze wysyłają kolejną wiadomość. Najwyraźniej nie wiedzą, że dziewczyna nie żyje. Wkrótce śledczy odkrywają kilka faktów z życia ofiary. Okazuje się, że w nocy, kiedy została uprowadzona, Lauren planowała podróż do Chile ze swoim nauczycielem hiszpańskiego. Na wieść o jej śmierci mężczyzna się załamuje i nawet nie próbuje ukryć, że Lauren nie była dla niego wyłącznie studentką. Badania kości ofiary przynoszą zaskakujące informacje na temat przyczyny jej śmierci. Tymczasem do dr Hodginsa zgłasza się psychiatra, który twierdzi, że w jego klinice przebywa starszy brat Jacka. Mężczyzna jest wyraźnie zaskoczony, ponieważ całe życie był przekonany, że jest jedynakiem. Odwiedza jednak nowego krewnego i upewnia się, że brat powinien przebywać pod stałym nadzorem. Hodginsa jednak nie stać na zapewnienie bratu miejsca w szpitalu, gdzie mógłby otrzymywać odpowiednią opiekę. |    |                                 |                     |                                   |                      |                      |        |
| 182 | 16 | The Source in the Sludge        | Ian Toynton         | Jonathan Collier                  | 10 marca 2014        | 5 października 2014  | 9AKY14 |
| Dwóch rybaków znajduje w plastikowej torbie nad jeziorem rozkładające się ciało. Pracownicy Instytutu Jeffersona ustalają tożsamość ofiary – to 28-letnia Sari Nazeri, imigrantka z Afganistanu, która zginęła przed czterema dniami. Jej i jej bratu przyznano azyl w USA w podziękowaniu za pomoc w walce z afgańskimi terrorystami. Aziz, brat zmarłej, źle się czuje w obcym kraju i nie zaakceptował zmiany w zachowaniu siostry, jej emancypacji. Śledczy zastanawiają się czy mógł zabić krewną. Okazuje się, że Sari była informatorką CIA, dlatego w śledztwo włącza się agent Danny Beck (Freddie Prinze Jr.), który ją zwerbował. Booth podejrzewa, że mężczyzna coś ukrywa. Z kolei inny trop prowadzi do Al-Kaidy. Ibrahim, terrorysta, którego Sari pomogła namierzyć, uciekł z więzienia. Angela sprawdza czy przestępca mógł przedostać się do USA i zabić dziewczynę. |    |                                 |                     |                                   |                      |                      |        |
| 183 | 17 | The Repo Man in the Septic Tank | Jeffrey Walker      | Michael Peterson                  | 17 marca 2014        | 12 października 2014 | 9AKY15 |
| Dr Camille Saroyan zatrudnia stażystę – czarującego Kubańczyka Rodolfa Fuentesa (Ignacio Serricchio). Nowy pracownik jest bardzo pewny siebie. W swojej ojczyźnie był szefem antropologów sądowych. Brennan docenia jego wiedzę i doświadczenie zawodowe, lecz szybko daje mu odczuć, gdzie jest jego miejsce w hierarchii laboratorium. Pracownicy Instytutu Jeffersona próbują poznać tożsamość człowieka, którego zwłoki znaleziono w szambie. Więzienny tatuaż pozwala dr Hodginsonowi poznać dane ofiary – to 24-letni Benny Jerguson, skazany za kradzież samochodów. Niedawno więzień wyszedł na wolność i znalazł legalną pracę – odbierał auta ludziom zalegającym ze spłatą kredytu. W kręgu podejrzanych znajdują się: była szefowa Jergusona, mężczyzna, któremu Benny zarekwirował ciężarówkę oraz były kumpel z kryminalną przeszłością. |    |                                 |                     |                                   |                      |                      |        |
| 184 | 18 | The Carrot in the Kudzu         | Rob Hardy           | Sanford Golden, Karen Wyscarve    | 24 marca 2014        | 26 października 2014 | 9AKY16 |
| Booth i Brennan dyskutują na temat prezentu urodzinowego dla ich córki. Seeley jest zdumiony, gdy słyszy, że żona nie planuje przyjęcia z tej okazji. Ich rozmowę przerywa wiadomość o kolejnym śledztwie. Pracownicy instytutu badają sprawę zwłok znalezionych na grządce. Naukowcy muszą ostrożnie usunąć korzenie rośliny, tak by nie uszkodzić ciała. Udaje im się zidentyfikować ofiarę – to Joe Starkel, znany jako Marchewka Bill. Zmarły był gwiazdą programu telewizyjnego dla dzieci, popularyzującego zdrową żywność. Wśród podejrzanych znajdują się: brat zamordowanego, ponieważ Joe miał romans z jego żoną; producent programu, któremu nie podobało się, że zmarły planował swoje własne show; oraz kobieta, która miała obsesję na punkcie Starkela. Tymczasem okazuje się, że Clark Edison napisał swoją pierwszą powieść kryminalną. Prosi dr Camille „Cam” Saroyan, Angelę i dr Jacka Hodginsa o ich opinie. Żadne z nich nie ma jednak czasu na lekturę. |    |                                 |                     |                                   |                      |                      |        |
| 185 | 19 | The Turn in the Urn             | Tim Southam         | Pat Charles                       | 31 marca 2014        | 2 listopada 2014     | 9AKY17 |
| Booth i Brennan idą na pogrzeb jednego z fundatorów badań Bones. Nagle pojawia się nieboszczyk o własnych siłach schodząc po schodach. Bones zaczyna badać zawartość urny i odnajduje szczątki przynajmniej trzech różnych osób. Jedną z nich był konsjerż miliardera. Booth nie lubi bogatych snobów i pokazuje to podczas przesłuchań. Ekipa z Jeffersonian odkrywa w prochu z urny cząsteczki klejnotów i kła narwala. To kieruje ich podejrzenia na kobietę handlującą dziełami sztuki. Bones przy pomocy Finna odkrywa, że morderstwa dokonano uderzając Kielichem Rzeźnika, zaginionym 300 lat temu antykiem. Hodgins znajduje w szczątkach pył diamentowy pochodzący z lakieru do paznokci. Na aukcji sprzedano tylko trzy takie buteleczki. Michelle wyznaje Finnowi, że zmieniła się na uczelni i stwierdza, że jest za młoda na poważny związek. Para rozstaje się. Finn cierpi, ale jest wspaniałomyślny i nie wini za nic Michelle. |    |                                 |                     |                                   |                      |                      |        |
| 186 | 20 | The High in the Low             | Anne Renton         | Keith Fogelsong                   | 7 kwietnia 2014      | 9 listopada 2014     | 9AKY18 |
| Uciekający zbieg wczołguje się do wydrążonego pnia. W środku natrafia na zwłoki, co oznajmia ścigającym go policjantom głośnym krzykiem i błaganiami o powrót do więzienia. Ofiarą okazuje się młoda dziewczyna, która zaangażowała się w pomoc osobom chorym. Pracowała w aptece, gdzie sprzedawał legalnie marihuanę jako lekarstwo. Była lubiana i doceniana przez wszystkich. Wendell przychodzi w trakcie chemioterapii pomóc w sprawie. Dochodzi do spięcia w kwestii stosowania przez niego marihuany na nudności. Cam zmuszona jest go zwolnić, gdyż stosowanie konopi prawnie jest niedozwolone i sąd może odrzucić dowody. Na podstawie cząsteczek Hodgins odkrywa, gdzie zamordowano dziewczynę. Podejrzanym jest lekarz – właściciel centrum. Ofiarę uderzono przedmiotem o dziwnym kształcie, było to trofeum dla najlepszego pisarza szkoły w Fulton. Booth niepokoi się swoimi testami okresowymi w FBI. Ostatecznie zdaje jej na 97%, a Wendell zostaje zatrudniony jako konsultant. |    |                                 |                     |                                   |                      |                      |        |
| 187 | 21 | The Cold in the Case            | Milan Cheylov       | Emily Silver                      | 14 kwietnia 2014     | 16 listopada 2014    | 9AKY19 |
| Znaleziono ciało w bagnie. Okazuje się, że ciężko określić datę zgonu, bo fragmenty ciała i rodzaje robaków wskazują na różny czas. Podczas szczegółowych badań okazuje się, że ofiara została zamrożona kriogenicznie. Kobieta miała córkę, która była chora na mukowiscydozę i również została zamrożona. Podejrzanym w sprawie jest ojciec dziewczynki, który nie zgadzał się na przechowywanie ciała i chciał ją pochować. Klinikę prowadzi małżeństwo, które musi ograniczać miejsce w pojemnikach i często przechowuje tylko części ciał. Ofiara miała ślady cięć chirurgicznych. Rodzice Arastoo przyjeżdżają do miasta. Cam boi się ich poznać. Dochodzi do spotkania, Arastoo szybko się denerwuje i wychodzi z Cam z kolacji. Państwo Vaziri przychodzą do mieszkania Cam, chcą się pogodzić. Boothowi szef daje nadmiar dodatkowej papierkowej roboty. Dodatkowo sprawdzane są jego umiejętności i analizowana służba w wojsku. Booth podejrzewa, że chcą go znów wysłać w rejony konfliktów jako snajpera. |    |                                 |                     |                                   |                      |                      |        |
| 188 | 22 | The Nail in the Coffin          | Ian Toynton         | Dean Lopata                       | 21 kwietnia 2014     | 23 listopada 2014    | 9AKY20 |
| Rodzina na biwaku opowiada sobie straszne historie, gdy spada na nich ciało, okazuje się, że to zwłoki Stephanie McNamarra siostry Trenta, ostatniej ofiary Zabójcy Widmo. Podczas autopsji ekipa z Jeffersonian odkrywa, że Stephanie została bardzo brutalnie pobita, brakowało jej też naturalnych paznokci. Ktoś przykleił jej po jednym paznokciu każdej z ofiar. W stajni rodziny McNamarra Booth odnajduje pomieszczenie, gdzie Stephanie była przetrzymywana wiele lat temu. Angela odkrywa, że to Stephanie była na miejscu każdej ze zbrodni. To ona okazuje się Widmowym Zabójcą i sama zrywała paznokcie swoim ofiarom. Zespół stara się znaleźć tego, kto ją zabił. Jeden z paznokci prowadzi do zamordowanej wiele lat temu koleżanki Stephanie ze szkoły. Po ekshumacji jasnym jest, że wtedy też patolog został skorumpowany. Niewinną osobą skazaną za zabójstwo był nauczyciel Stephanie, pan Kessler. To on chciał zemścić się na McNamarra i na kongresmenie, który jako sędzia przewodniczył procesowi. Booth zapobiega samobójstwu Kesslera, który może im wiele powiedzieć o przekrętach finansowych rodziny McNamarra. |    |                                 |                     |                                   |                      |                      |        |
| 189 | 23 | The Drama in the Queen          | Jeannot Szwarc      | Megan McNamara                    | 12 maja 2014         | 30 listopada 2014    | 9AKY21 |
| Znaleziono ciało w studni. Przy sprawie pomaga nowa stażystka Warren. Booth uczy się przed odbyciem przesłuchania przed kongresem, które jest konieczne do awansu. Sprawę prowadzi Sweets i wpada w oko nowej stażystce. Ofiarą okazuje się trener pływania. Brennan jest zaskoczona halluksami, które odkrywa u ofiary, to nietypowe dla mężczyzny. Szukając miejsca, gdzie trener płacił kartą kredytową, Booth i Temperence odnajdują klub dla Drag Queen. Podejrzanym jest mężczyzna z baru, który pobił się z ofiarą dwa tygodnie temu. Kiedy stażystka Warren odkrywa, że strzał padł spod wody, Sweets już domyśla się, kto jest mordercą. Nowa pracownica Jeffersonian jest bystra i pewna siebie, podrywa też Sweetsa. Stażystka i psycholog FBI lądują w łóżku. |    |                                 |                     |                                   |                      |                      |        |
| 190 | 24 | The Recluse in the Recliner     | David Boreanaz      | Stephen Nathan & Jonathan Collier | 19 maja 2014         | 7 grudnia 2014       | 9AKY22 |
| Odcinek zaczyna się od przywiezienia rannego Bootha do szpitala. Po chwili pojawia się Brennan, po czym dowiadujemy się jak doszło do postrzelenia Bootha. Jest to związane z wykrytym wcześniej spiskiem w FBI. Seeley coraz bardziej zbliża się do tajemnic McNamarra. Dzwoni do niego mężczyzna, który chce przekazać agentowi informacje, niestety, szybko zostaje zamordowany. Zabójcami byli żołnierze z Delta Force. Ekipa w laboratorium odkrywa u ofiary minichip w kolczyku na sutku. Są tam dane wielu osób, niewygodne zdjęcia i kilka zniszczonych plików. Na przesłuchaniu w Kongresie, dotychczas sprzyjający Boothowi sędzia pogrąża go przypominając tajne wojenne operacje. Zaczyna się nagonka na Bootha. Brennan zabiera Christine i jedzie do Maxa. Booth uzbraja dom. Zaczyna się strzelanina, Seeley pokonuje przeciwników, ale zostaje ciężko ranny. W szpitalu wszyscy czekają na wynik operacji. Brennan wbiega na salę pooperacyjną, a tam stoją agenci FBI, a Booth ma założone kajdanki. Brennan zostaje siłą wyprowadzona ze szpitala. |    |                                 |                     |                                   |                      |                      |        |

## Sezon 10
| 191 | 1  | The Conspiracy in the Corpse             | Ian Toynton         | Stephen Nathan Jonathan Collier                        | 25 września 2014     | 14 czerwca 2015  | AAKY01 |
| Brennan wyciąga Bootha z więzienia używając zdobytych wcześniej danych nt. spisku w FBI by zaszantażować prokuratora. Zespół Instytutu Jeffersona stara się rozwikłać sprawę ekshumując zwłoki człowieka, od którego, jak się wydaje, cały spisek się zaczął. Okazuje się, że denat nie zmarł na białaczkę, co lekarz podał w kartotece, tylko został zamordowany. Ofiara była powiązana z Instytutem Sandersona, a sam właściciel ostrzega Bootha, by nie interesował się tą sprawą. Seeley jest nieufny, ale chce działać dalej. Okazuje się, że spiskowcy posługiwali się szantażem. Pojawiają się kolejne nieprawidłowości. Zwłoki zostają zabrane z instytutu, na szczęście Hodgins wcześniej je podmienił. Caroline zdobywa nakaz przeszukania dokumentacji Sandersona. Daisy okazuje się być w zaawansowanej ciąży z Lance’em, mieszkają razem i oczekują narodzin chłopca. Do grupy dołącza młody agent FBI Aubrey, który współpracuje ze Sweetsem. Brennan i Booth rozmawiają z byłym ochroniarzem, który był tajnym agentem FBI. Nagle dzwoni Aubrey, Seeley i Temperance jadą na miejsce strzelaniny. Na parkingu leży ranny Sweets. Mówi coś o jakimś dokumencie i umiera. Do Jeffersonian przywożą jego zwłoki. Wszyscy, łącznie z Daisy są załamani, Cam nie chce podjąć się sekcji, ale Brennan przekonuje ją, że to nie jest już Sweets, że muszą dopaść tego, kto go zabił. |    |                                          |                     |                                                        |                      |                  |        |
| 192 | 2  | The Lance to the Heart                   | Dwight H. Little    | Nkechi Okoro Carroll, Keith Foglesong Michael Peterson | 2 października 2014  | 14 czerwca 2015  | AAKY02 |
| Zespół instytutu bada ciało i notatki Lance’a, by odnaleźć zabójcę. Okazuje się nim były agent FBI, który odszedł do SEALS. Booth znajduje go nieżywego na dachu, Sweets ranił go śmiertelnie. Z kości psychologa Brennan i Daisy odczytują historię życia Lance’a. Okazuje się, że ciężarna Daisy nie ma rodziny. Angela stara się stworzyć mapę powiązań spisku, by odnaleźć osobę, która aktualnie pociąga za sznurki. Daisy pomaga przy sprawie starając się pomścić w ten sposób śmierć ukochanego. Booth wini się za śmierć Sweetsa, szuka informacji u starszego ochroniarza w domu starości. Ten niestety już nie chce już z nim rozmawiać. Ważną osobą staje się Duran, lekarz Coopera, który jest mocno powiązany ze spiskiem, jego ojczym był związany z Hooverem, założycielem FBI. Ktoś ukrywa akta słynnego polityka. Zespół odnajduje je w Instytucie Jeffersona w muzeum Hoovera. Tam są wszelkie nagrania i dokumenty. To koniec walki. Zespół żegna się ze Sweetsem, każdy wspomina jego zasługi. Daisy rozsypuje prochy Sweetsa, a ekipa śpiewa jego ulubioną piosenkę. |    |                                          |                     |                                                        |                      |                  |        |
| 193 | 3  | The Purging of the Pundit                | Tim Southam         | Michael Peterson                                       | 9 października 2014  | 21 czerwca 2015  | AAKY03 |
| Dwie nastolatki znajdują ciało otyłego mężczyzny. Był do połowy wciśnięty do rury ściekowej. Okazało się, że to znany kontrowersyjny prezenter radiowy. Miał wielu wrogów, słaby kontakt z żoną i agresywnego szefa. Booth wciąż jest bardzo nieufny, chce pracować tylko z Brennan. Żona przekonuje go do współpracy z Aubreyem. Okazuje się, że ofiara lubiła seksualne zabawy w stylu sado-macho. Podejrzaną staje się domina, z którą spotykał się mężczyzna, ponieważ udusił się mając w ustach piłkę kneblową. Fuentes razem z Angelą odkrywają, że narzędziem zbrodni był telefon komórkowy. Okazuje się, że to szef ofiary znalazł go związanego i martwego. Próbował wrzucić go do ścieków. Wyrzucił również torbę z jego rzeczami. Hodgins znalazł tam bakterie z telefonu współpracownika ofiary. Aubrey przekonuje Bootha, żeby mu zaufał, bo to jego wybrał Sweets. Młody agent dołącza do ekipy. |    |                                          |                     |                                                        |                      |                  |        |
| 194 | 4  | The Geek in the Guck                     | Milan Cheylov       | Gene Hong                                              | 16 października 2014 | 21 czerwca 2015  | AAKY04 |
| Dwóch nastolatków odnajduje ciało mężczyzny z wyciętymi ustami, uszami i nosem. Po rekonstrukcji twarzy okazuje się, że to jeden z programistów sławnej firmy gier komputerowych. Booth i Aubrey odwiedzają jego dom, gdzie mieszkał ze współlokatorem o imieniu Noah. Chłopak ten bardzo rzadko wychodził z domu i żył w wirtualnym świecie, miał dziewczynę Chloe, którą znał tylko z sieci. Booth i Aubrey rozmawiają z koleżanką ofiary w firmie, tam młody agent FBI filmuje walczących na macie pracowników, których ruchy później odwzorowują postacie gier. Brennan i stażystka Warren odkrywają, że ofiara została uderzona w ten sam sposób, jak na nagraniu. Okazało się, że zamordowany mężczyzna oszukiwał swojego kolegę i wymyślił mu Chloe, by zerwał z inną. Porzucona kobieta zorientowała się i postanowiła się zemścić. Booth i Brennan nie mogą dojść do porozumienia w sprawie przedszkola dla Christine. Temperence chce posłać małą do idealnej, specjalistycznej placówki, a Seeley do publicznej szkoły. W końcu Brennan pozwala Boothowi zdecydować o przyszłości córki. |    |                                          |                     |                                                        |                      |                  |        |
| 195 | 5  | The Corpse at the Convention             | Chad Lowe           | Dave Thomas                                            | 30 października 2014 | 28 czerwca 2015  | AAKY05 |
| Dr Brennan ma wystąpić podczas Konwencji Kryminalistycznej jako główny mówca. Podczas jej przemowy wybucha pożar, okazuje się, że palą się zwłoki. Zespół z Jeffersonian zaczyna od razu pracę. Używają wielu wynalazków, które prezentują uczestnicy konwencji. Ofiarą okazuje się kobieta, z którą tuż przed prezentacją pokłócił się Hodgins. Znalezione na jej ciele fragmenty DNA Jacka czynią go jednym z podejrzanych. Ofiara została bardzo błyskotliwie zamordowana, jedno narzędzie kryło inne, użyto specjalistycznych chemikaliów. Podobne morderstwo opisała w swojej książce Tess Brown – konkurentka Brennan. Ofiara jadła ostatni posiłek z szefem konwencji. Oni też dołączają do grona podejrzanych. Ostatecznie Brennan znajduje ślad po termoogniwie, jednym z wynalazków Aldusa Cartera. Okazuje się, że użyte zostały też specjalne rękawiczki. Morderca nie przewidział jednak pewnego drobiazgu. Do ekipy wraca Wendell, jest w remisji. Załamuje się jednak po śmierci jednego z kolegów z terapii. Booth pomaga mu odzyskać równowagę. |    |                                          |                     |                                                        |                      |                  |        |
| 196 | 6  | The Lost Love in the Foreign Land        | Allison Liddi-Brown | Emily Silver                                           | 7 listopada 2014     | 28 czerwca 2015  | AAKY06 |
| Na polu pasące się kozy zaczęły zjadać zwłoki kobiety. Okazało się, że była to młoda Chinka – emigrantka, która przyjechała, by pracować w USA. W śledztwo angażuje się Arastoo, który też jest emigrantem. Okazuje się, że dziewczyna pracowała jako służąca u wielu osób. Właścicielem biura pośrednictwa pracy jest Chińczyk, który sprowadza kobiety do pracy, a potem je szantażuje utratą bliskich. Przetrzymuje młode Chinki w piwnicy w nieludzkich warunkach. Podejrzanym staje się Victor, młody Chińczyk, który zabił ojca ofiary i nielegalnie dostał się do Stanów. Okazuje się jednak, że młodzi byli parą i bardzo się kochali, a chłopak szukał swojej ukochanej. Dziewczyna została zabita pilniczkiem do paznokci, jedna z jej koleżanek bała się o życie swojej córki i chciała powstrzymać Theresę. Brennan nie zgadza się na propozycję tematu pracy doktorskiej Arastoo, Cam próbuje ją przekonać, ale to nie podoba się młodemu Irańczykowi. Okazuje się, że Brennan wymaga od niego więcej, bo jest bardzo zdolnym stażystą. |    |                                          |                     |                                                        |                      |                  |        |
| 197 | 7  | The Money Maker on the Merry-Go-Round    | Michael Lange       | Keith Foglesong                                        | 13 listopada 2014    | 5 lipca 2015     | AAKY07 |
| Spod karuzeli na placu zabaw wytoczyła się głowa, okazuje się, że pod starą zabawką znajdują się zwłoki mężczyzny. Stażysta Wells chce być lepszy niż dr Brennan, ta jednak na każdym kroku go prześciga. Ofiarą okazuje się bogaty makler giełdowy, Aubrey, który pracuje z Boothem ma prywatne złe doświadczenia z finansistami i angażuje się emocjonalnie w sprawę. Ofiara brała udział w narkotykowych imprezach, korzystała z usług prostytutek. Miała problemy w pracy, podejrzanym jest jego szef i kochanka. Okazuje się jednak, że w ranie Hodgins znajduje fragmenty szmaragdu, a to prowadzi do osoby, która nosi taki pierścień. Brennan rozmawia z Aubreyem i tłumaczy mu jak poradziła sobie z problemem ojca kryminalisty. Christine zaczyna przeklinać, co nie podoba się Boothowi, Brennan tłumaczy to naukowo, do czasu, gdy mała przenosi to do przedszkola. |    |                                          |                     |                                                        |                      |                  |        |
| 198 | 8  | The Puzzler in the Pit                   | Chad Lowe           | Nkechi Okoro Carroll                                   | 20 listopada 2014    | 5 lipca 2015     | AAKY08 |
| W odwiercie znalezione zostaje ciało mężczyzny, zostało polane kwasem, więc szybko zaczęło się rozkładać. Okazało się, że to sławny twórca krzyżówek. Miał zatarg z kolegą po fachu, współpracownica korzystała z jego konta i uprawiała hazard, a jakiś młody człowiek pisał jego biografię. Stan zdrowia ofiary był kiepski, okazało się, że brał leki na Alzheimera i nie był już w stanie tworzyć nowych szarad. Żona korzystała z jego zasobów i publikowała za niego. Na ciele ofiary znaleziono ślady krwi, DNA tylko częściowo zgadzało się. Okazało się, że nastoletni Brooks miał syna, którego oddał do adopcji. Chłopak, gdy dowiedział się o tym odszukał swojego ojca, ale nie wiedział o Alzheimerze. W śledztwie pomaga Daisy, która liczy dni do porodu, ma doulę, której niezwykłe pomysły denerwują i niepokoją ekipę z Jeffersonian. Ostatecznie Daisy rodzi w towarzystwie swoich przyjaciół, pierwszy bierze na ręce noworodka Booth. Syn Sweetsa ma na imię Seeley Lance. |    |                                          |                     |                                                        |                      |                  |        |
| 199 | 9  | The Mutilation of the Master Manipulator | Tim Southam         | Hilary Weisman Graham                                  | 4 grudnia 2014       | 12 lipca 2015    | AAKY09 |
| Ekipa z Jeffersonian odnajduje ciało w kawałkach, porozkładane po śmietnikach. Okazuje się, że ofiarą jest profesor psychologii z uniwersytetu. Aubrey razem z Brennan odwiedzają jego dom. Zauważają, że ziemia jest przesiąknięta krwią, a w domu jest mnóstwo jej śladów. Okazuje się, że profesor prowadził badania nad efektem Milgrama (traktowanie prądem ludzi przy nieprawidłowych odpowiedziach na pytania. Odpowiadający udawali porażenia prądem, o czym nie wiedzieli badani i często przekraczali granice bólu, a nawet śmierci) Sąsiadki często słyszały krzyki, a jedna z nich miała kamerę, która obserwowała ptaki. Dzięki niej FBI zauważyło cień mordercy. Podejrzanym jest jeden z jego studentów, który zorientował się, jakim potworem uczyniło go to doświadczenie. Hodgins znajduje też w mieszkaniu profesora kota, którego nazywa Skinner. Kolejną podejrzaną jest studentka – rzeźbiarka, ofiara zabita była rzeźbą. Okazuje się, że mordercą jest sąsiadka, na której ptaki polował kot profesora. Wendell zaczyna spotykać się z pielęgniarką onkologiczną. Boi się bliskości i zaangażowania, ale dziewczyna go przekonuje, że nigdy nie wiemy, co przyniesie nam życie. |    |                                          |                     |                                                        |                      |                  |        |
| 200 | 10 | The 200th in the 10th                    | David Boreanaz      | Stephen Nathan                                         | 11 grudnia 2014      | 12 lipca 2015    | AAKY10 |
| Lata 50. ubiegłego wieku. Ludzie tłumnie witają parę aktorską (Boreanaz i Deschanel), która przybywa na premierę swojego filmu. Brennan jest detektywem policyjnym, a Booth złodziejem biżuterii. W willi zostaje zamordowana kobieta. Podejrzanym jest Booth, Brennan wierzy w jego niewinność. Z pomocą sekretarki (Angela) oraz profesora paleontologii (Hodgins) Brennan i Booth odkrywają, kim była uduszona. Okazuje się, że winna jest służąca (Cam). Odcinek kończy się hollywoodzkim pocałunkiem na tle księżyca. |    |                                          |                     |                                                        |                      |                  |        |
| 201 | 11 | The Psychic in the Soup                  | Jeannot Szwarc      | Lena D. Waithe                                         | 26 marca 2015        | 19 lipca 2015    | AAKY11 |
| Młody mężczyzna, który wpadł w szał i wciąż jest w szoku, został aresztowany w waszyngtońskim Roosevelt National Park. Okazuje się, że zatrzymany strażnik miejski podczas ścinania drzewa zauważył, że z pnia zaczęła wyciekać krew. Pracownicy Instytutu Jeffersona potwierdzają, że w pniu ukryto ludzkie szczątki. Mimo że ciało jest w stanie zaawansowanego rozkładu, dr Brennan ustala, że ofiarą jest około 30-letnia kobieta. Angela identyfikuje ją jako Justine Simmons. Specjaliści muszą odkryć, kto stoi za makabryczną zbrodnią i kto ukrył zwłoki w wydrążonym pniu. Pierwszy jest przesłuchiwany ojciec ofiary, wielebny Desmond Simmons, który przyznaje, że nie byli sobie z córką bliscy. Nie utrzymywali kontaktu, ponieważ nie podobało mu się, że córka zarabiała na życie jako jasnowidz. Tymczasem w biurze Angeli zjawia się jej przyjaciółka Avalon Harmonia (Cyndi Lauper), która posiada zdolności parapsychologiczne. Koleżanka twierdzi, że ktoś z zaświatów skontaktował się z nią, ponieważ potrzebuje jej pomocy. Pracownicy laboratorium wspominają zmarłego przyjaciela Sweetsa. Tego dnia skończyłby 30 lat. Z okazji swoich urodzin miał zwyczaj obdarowywać przyjaciół. |    |                                          |                     |                                                        |                      |                  |        |
| 202 | 12 | The Teacher in the Books                 | Anne Renton         | Taylor Martin                                          | 2 kwietnia 2015      | 19 lipca 2015    | AAKY12 |
| W zrujnowanej księgarni, pod stertą książek zostają znalezione zwłoki. Ciało leży w dziale podręczników już od kilku dni, a pewien jadowity pająk zdążył już uwić nad nimi sieć. Specjaliści z Instytutu Jeffersona identyfikują ofiarę – jest to 22-letnia nauczycielka Mia Ferrara. Jej chłopak, muzyk, twierdzi, że nie było go w mieście w czasie, kiedy Mia zginęła. Śledczy ustalają jednak, że jego koncert odwołano. Kobieta pracowała w publicznej szkole średniej, do której uczęszczała trudna młodzież, a placówka znajduje się w niebezpiecznej dzielnicy miasta. Agenci Seeley Booth i James Aubrey odwiedzają szkołę. Ustalają, że ofiara poświęcała się pracy, a mimo to jeden z uczniów groził jej śmiercią. Tymczasem dr Brennan jest załamana, ponieważ spostrzega swoją książkę w dziale wyprzedaży. Postanawia popracować nad promocją i zaczyna kontaktować się ze swoimi fanami za pomocą Twittera. Pomaga jej stażystka Jessica Warren. |    |                                          |                     |                                                        |                      |                  |        |
| 203 | 13 | The Baker in the Bits                    | Michael Lange       | Jonathan Collier                                       | 9 kwietnia 2015      | 26 lipca 2015    | AAKY13 |
| Mężczyzna uciekający przed pościgiem wbiega do strefy detonacji. Chwilę później ginie w wybuchu. Sprawę badają pracownicy Instytutu Jeffersona. Specjaliści odkrywają tatuaż na jednej z części ciała, który pozwala im zidentyfikować ofiarę. Okazuje się, że zamordowany mężczyzna spędził kilka lat za kratkami za usiłowanie zabójstwa. Był więziony przed śmiercią – na jego kościach znaleziono ślady wiązania i tortur. Seeley Booth i Aubrey jadą do mieszkania ofiary w poszukiwaniu śladów napaści i porwania. Na miejscu zastają dziewczynę zmarłego. Kobieta zarzeka się, że narzeczony się zmienił, podjął nawet legalną pracę w piekarni prowadzonej przez byłych więźniów. Ktoś jednak nie wierzył w przemianę byłego kryminalisty i postanowił wymierzyć mu sprawiedliwość. Śledczy podejrzewają, że motywem zbrodni była zemsta. Na dodatek odkrywają, że prześladowca miał rację – były więzień planował napad. Tymczasem Arastoo Vaziri postanawia pojechać do Iranu, by odwiedzić umierającego brata. Jeśli jednak wróci do ojczyzny, grozi mu aresztowanie. Cam obawia się o jego życie. |    |                                          |                     |                                                        |                      |                  |        |
| 204 | 14 | The Putter in the Rough                  | Milan Cheylov       | David Thomas                                           | 16 kwietnia 2015     | 26 lipca 2015    | AAKY14 |
| Sfrustrowany mężczyzna w średnim wieku próbuje odebrać sobie życie. Planuje skoczyć z piętra garażu. Zmienia jednak zdanie, gdy na parkingu spostrzega ludzkie szczątki. Zwłoki leżą tam od tygodnia. Śledztwo zostaje przekazane ekipie z Instytutu Jeffersona. Angela ustala tożsamość ofiary – to mistrz minigolfa Troy Carter. Zamordowany brał udział w turnieju Tropikal Titi i miał szansę ponownie go wygrać. Dr Brennan i Booth jadą na miejsce i odkrywają, że właśnie tutaj zginął sportowiec. W kręgu podejrzanych znajdują się: organizator zawodów i jego żona, poprzedni mistrz minigolfa, którego Carter pozbawił tytułu oraz brat zamordowanego. Na dodatek ślady znalezione na kościach denata mogą świadczyć o tym, że mierzyło do niego kilku strzelców. Tymczasem Brennan niepokoi się o swojego ojca, Maxa, który od niedawna nie ma czasu dla swojej wnuczki, okłamuje córkę i znów ma przed nią sekrety. Temperance obawia się, że rodzic znowu wplątał się w jakieś przestępstwo. Booth wykorzystuje swoje stanowisko, by pomóc żonie poznać prawdę o ojcu. Natomiast stażysta Wendell Bray angażuje Hodginsa do naprawy starego zegara – pamiątki rodowej swojej dziewczyny. |    |                                          |                     |                                                        |                      |                  |        |
| 205 | 15 | The Eye in the Sky                       | Arlene Sanford      | Gene Hong                                              | 23 kwietnia 2015     | 2 sierpnia 2015  | AAKY15 |
| W przemysłowej niszczarce zostają znalezione ludzkie szczątki. Angela i Cam dopasowują kawałki ciała, by móc ustalić tożsamość ofiary. Odkrywają, że zmarły to Jeff Dover, który pracował w firmie zajmującej się przeprowadzkami. Okazuje się, że zamordowany prowadził drugie życie jako pokerzysta. Wszyscy gracze biorący udział w ostatnim rozdaniu, w którym brał udział Dover, są podejrzani. By odnaleźć zabójcę, Booth postanawia zasiąść z nimi do gry. Jego żona nie popiera tego pomysłu. Boi się, że Seeley, który w przeszłości uzależnił się od hazardu, ponownie wpadnie w nałóg. Jej zdanie podziela Aubrey. Tymczasem Hodgins i stażystka Jessica Warren odkrywają miejsce zbrodni. |    |                                          |                     |                                                        |                      |                  |        |
| 206 | 16 | The Big Beef at the Royal Diner          | Alex Chapple        | Hilary Weisman Graham                                  | 30 kwietnia 2015     | 2 sierpnia 2015  | AAKY16 |
| Pewna kobieta w trakcie treningu w parku odkrywa ciało pochowane w płytkim grobie. Cam ustala tożsamość ofiary – to Chili Reuben, prowadzący popularny program kulinarny. Kontrowersyjny gospodarz show odwiedzał lokale i oceniał jakość jedzenia. Od jego werdyktu zależało być albo nie być wielu restauracji. Był znany z nadwagi, niepohamowanego obżarstwa i ostrego języka. W Waszyngtonie celebryta odwiedził sześć lokali i tylko jednemu z nich przyznał pozytywną notę. Wśród podejrzanych są producent programu, dźwiękowiec oraz personel jednego z negatywnie ocenionych lokali – Royal Diner, w którym gotuje Frankie (Mike Starr). Jest to ulubiony bar dr Brennan i Bootha. Tymczasem Hodgins sprzedaje swój najnowszy wynalazek za miliony dolarów. Razem z Angelą obawiają się reakcji szefowej. Jednak Cam ma teraz większe zmartwienie na głowie, niż przestrzeganie procedur. Odkąd Arastoo wyjechał do Iranu, Saroyan szaleje z niepokoju o jego bezpieczeństwo. |    |                                          |                     |                                                        |                      |                  |        |
| 207 | 17 | The Lost in the Found                    | Jeannot Szwarc      | Emily Silver                                           | 7 maja 2015          | 9 sierpnia 2015  | AAKY17 |
| Zostają znalezione szczątki uczennicy prywatnej szkoły średniej. 16-letnia Molly Delson była poszukiwana od czterech dni. Głównym podejrzanym jest młody mężczyzna, który odkrył ciało. Śledczy ustalają, że dwudziestolatek był skazany za seks z nieletnią i znał nastolatkę. Na dodatek zrobił i rozpowszechnił nagie zdjęcie ofiary. Agenci Seeley Booth i James Aubrey nie mają jednak dowodów, że prześladowca posunął się o krok dalej i zamordował dziewczynę. Specjaliści z laboratorium odkrywają sekrety ofiary. Molly czuła się samotna i nieszczęśliwa, nie mogła sprostać zbyt wygórowanym wymaganiom rodziców i prawdopodobnie była ofiarą przemocy domowej. W kręgu podejrzanych są też uczennice szkoły, które prześladowały zamordowaną dziewczynę. |    |                                          |                     |                                                        |                      |                  |        |
| 208 | 18 | The Verdict in the Victims               | Michael Lange       | Nkechi Okoro Carroll                                   | 7 maja 2015          | 9 sierpnia 2015  | AAKY18 |
| Tylko 48 godzin pozostało do egzekucji seryjnego mordercy Alexa Rockwella, gdy dr Brennan przypadkowo odkrywa, że skazaniec z celi śmierci jest niewinny. Wraz z Boothem i prokurator Caroline Julian usiłują wstrzymać wykonanie wyroku, ale sędzia Michael pozostaje nieugięta. Eksperci z Instytutu Jeffersona i agenci z wydziału zabójstw FBI wznawiają śledztwo w sprawie morderstwa trzech byłych więźniów. Sprawca zbrodni wyciął tatuaże z ciał swoich ofiar. Booth odwiedza Alexa Rockwella w więzieniu. Ku zaskoczenia agenta mężczyzna odmawia współpracy. Nawet jego bliscy są przekonani o jego winie. Tymczasem zostaje znalezione kolejne ciało okaleczone w charakterystyczny sposób. Kobieta została zamordowana, gdy Alex Roxkwell przebywał już za kratkami. |    |                                          |                     |                                                        |                      |                  |        |
| 209 | 19 | The Murder in the Middle East            | Milan Cheylov       | Michael Peterson                                       | 14 maja 2015         | 16 sierpnia 2015 | AAKY19 |
| W Teheranie pewien mężczyzna zostaje zamordowany, a Arastoo porwany. Uprowadzenie antropologa zlecił Majid Namazi, członek irańskiego parlamentu. Naukowiec musi rozwiązać sprawę zabójstwa. Arastoo ustala, że ofiarą jest Darius Namazi, syn polityka. Booth i Cam docierają do Teheranu. Agent FBI proponuje Namaziemu pomoc w wyjaśnieniu sprawy w zamian za wolność przyjaciela. Podczas śledztwa na jaw wychodzą sekrety zamordowanego, niezbyt wygodne dla jego ojca – polityka muzułmańskiego państwa. Okazuje się, że Darius Namazi spożywał alkohol i miał romans z niezamężną nie-Iranką. Na dodatek śledczy okrywają, że Darius, wbrew woli rodzica, był reformatorem na rzecz demokracji w Iranie. Tymczasem w Waszyngtonie do drzwi mieszkania Brennan i Bootha puka bukmacher z żądaniem spłaty długu. Temperance uświadamia sobie, że mąż znów uzależnił się od hazardu. Z obawy o bezpieczeństwo Christine prosi o pomoc agenta Aubreya. |    |                                          |                     |                                                        |                      |                  |        |
| 210 | 20 | The Woman in the Whirlpool               | Dwight Little       | Kathy Reichs, Kerry Reichs                             | 28 maja 2015         | 16 sierpnia 2015 | AAKY20 |
| Podczas ceremonii religijnej w wodzie nad brzegiem rzeki odkryto szczątki. Ze względu na stan zwłok Angela nie może komputerowo zrekonstruować wyglądu twarzy kobiety. Hodgins zauważa na skórze odbicie z firmowej koszulki, w którą była ubrana topielica. Okazuje się, że to logo firmy, w której pracowała. Ofiarą jest Leslie Hodsoll, znana w społeczności kolekcjonerów ozdobnych słoi na herbatniki. Cam ustala, że kobieta od dłuższego czasu była podtruwana. Jedną z podejrzanych w sprawie jest córka denatki, która nie zgłosiła nawet zaginięcia matki. Tymczasem Booth usiłuje dojść do porozumienia z Brennan, która wyrzuciła go z domu. Z kolei James Aubrey wybiera się z Jessicą Warren na romantyczną kolację. |    |                                          |                     |                                                        |                      |                  |        |
| 211 | 21 | The Life in the Light                    | Randy Zisk          | Keith Foglesong                                        | 4 czerwca 2015       | 23 sierpnia 2015 | AAKY21 |
| Pożar lasu osłania szkielet mężczyzny, który został zamordowany, a następnie spalony dla zatarcia śladów. Pracownikom laboratorium udaje się jednak zidentyfikować ofiarę – to instruktor jogi Micah Stanbow, były skazaniec i członek gangu motocyklowego. Głównym podejrzanym jest boss denata, który niedawno wyszedł z więzienia. Gdy śledczy odkrywają, że zamordowany zdradzał swoją partnerkę Nan Roselick, ich uwaga koncentruje się właśnie na niej. W kręgu podejrzeń jest również pewien artysta, związany z jedną z kochanek Stanbowa. Booth i Aubrey udają się do jego pracowni i od razu spostrzegają ślady walki na twarzy malarza. |    |                                          |                     |                                                        |                      |                  |        |
| 212 | 22 | The Next in the Last                     | Ian Toynton         | Stephen Nathan, Jonathan Collier                       | 11 czerwca 2015      | 23 sierpnia 2015 | AAKY22 |
| Na obelisku w Adams Park zostało umieszczone ciało. Wszystko wskazuje na to, że to kolejna ofiara seryjnego mordercy Pelanta. Ale to niemożliwe – Booth osobiście go zastrzelił. Specjaliści z laboratorium identyfikują denata – to konsultant do spraw zabezpieczeń komputerowych. Trop prowadzi do Dunlop Investments, gdzie pracował zamordowany. Firma Kevina Dunlopa była zamieszana w kradzież pieniędzy z prywatnego konta dr Hodginsa, której dokonał Pelant. Tymczasem analiza kawałka pizzy z mieszkania ofiary dostarcza przełomowego dowodu w śledztwie. Angela postanawia zrezygnować z pracy i zamieszkać w Paryżu. Mąż popiera jej plany. Kobieta zaczyna mieć jednak wątpliwości. Tymczasem na wieść o planowanym wyjeździe przyjaciół Temperance też rozważa wielką zmianę w swoim życiu. W końcu już wkrótce urodzi drugie dziecko. |    |                                          |                     |                                                        |                      |                  |        |

## Sezon 11
8 maja 2015 roku, stacja FOX zamówiła 11 sezon serialu, który miał swoją premierę 1 października 2015.
| 213 | 1  | The Loyalty in the Lie             | Randy Zisk     | Jonathan Collier           | 1 października 2015  | 20 października 2016 |        |
| Akcja dzieje się 6 miesięcy po zakończeniu poprzedniego sezonu. Na świecie jest już syn Bones i Bootha – Hank. Oboje nie pracują już w Jeffersonian i FBI. Któregoś dnia Seeley wychodzi z domu do pracy dziwnie patrząc na żonę. Cam szuka zastępcy na miejsce Brennan, myśli o zatrudnieniu Arastoo. Tymczasem ekipa wezwana zostaje do spalonego samochodu, a w nim spopielonych zwłok. Badania, rekonstrukcja twarzy i numer broni wskazują, że jest to Booth. Jedynie Bones nie wierzy, że to jej mąż. Po poszukiwaniach okazuje się, że przeoczono jeden drobiazg, który różnił ciało młodego człowieka od Bootha. Okazuje się, że były to zwłoki Jareda – brata Seeleya. Trwają poszukiwania Bootha, włącza się w nie agentka Miller z Wydziału Wewnętrznego. W tym czasie widzimy Bootha rannego leżącego gdzieś w piwnicy. |    |                                    |                |                            |                      |                      |        |
| 214 | 2  | The Brother in the Basement        | Dwight Little  | Michael Peterson           | 8 października 2015  | 27 października 2016 | BAKY02 |
| 24 godziny przed poprzednim odcinkiem widzimy Bootha i kilku ludzi jak podpalają samochód z ciałem Jareda. Tymczasem FBI za przyczyną agentki Miller zaczyna podejrzewać Seeleya o przestępstwo i ucieczkę. Oczywiście, nie wierzy w to ekipa z Jeffersonian. Ranny w brzuch Booth jest z ludźmi, którzy chcą dokonać wymiany listy agentów na 2 miliony dolarów. Okazuje się, że partner agentki Miller jest w to zamieszany, porwano jego dziewczynę i szantażowano go, by zdobył informacje o danych innych agentów. Booth i Jared chcieli temu zapobiec. Po śledztwie Aubreya odnajdują się kolejne ciała, w tym partnera Miller, sytuacja się wyjaśnia. W końcu FBI dociera do walczącego o życie Bootha. Seeley jest uratowany. Brennan postanawia wrócić do pracy w Instytucie Jeffersonian, bo okazało się, że bez jej obecności jest gorzej postrzegany. Booth oficjalnie wraca do FBI. Arastoo w związku z powrotem Bones szuka innego miejsca pracy, ma zamiar wyjechać do Dubaju. W związku z tym, że Cam nie opuści instytutu, para rozstaje się. |    |                                    |                |                            |                      |                      |        |
| 215 | 3  | The Donor in the Drink             | Michael Lange  | Hilary Weisman Graham      | 15 października 2015 | 3 listopada 2016     | BAKY03 |
| Młode kobiety nocą nielegalnie wchodzą na teren stawu, w którym hodowane są ryby. Chcą sobie zrobić darmowy rybi pedicure, niestety do stopy jednej z nich przyczepiają się zwłoki. W instytucie okazuje się, że brakuje w nich niektórych narządów. Booth wraca do biura, które zajął pod jego nieobecność Aubrey. Zaginęły też gdzieś prochy Jareda. Szczątki, które wyłowiono ze stawu to wynalazca. Trop prowadzi do grupy zajmującej się handlem narządami. Śledztwo wyłania sprawcę. W tym czasie Angela zaczyna interesować się fotografią, Hodgins robi jej niespodziankę i organizuje wernisaż. Początkowo niezadowolona Angela zgadza się na wystawę. Pojawia się na niej znany fotograf Sebastian Kohl, któremu najwyraźniej Angela się podoba. Aubrey oddaje biuro Boothowi, a pudło z prochami Jareda było w pokoju Christine, służyło jako schodek do łóżeczka Hanka. |    |                                    |                |                            |                      |                      |        |
| 216 | 4  | The Carpals in the Coy-Wolves      | Randy Zisk     | Gene Hong+                 | 22 października 2015 | 10 listopada 2016    | BAKY04 |
| Ojciec z synem odnajdują w lesie zwłoki, okazuje się, że są częściowo zjedzone przez kojoty. Hodgins i dr Wells razem ruszają na poszukiwanie ich odchodów, by odnaleźć pozostałe kości. Wells cierpi na problemy z potencją. Gościem odcinka jest dr Mayer – emerytowana antropolog sądowa, która pomaga ekipie przy rekonstrukcji szczątków. Okazuje się, że jest to członek grupy grającej w ligę sportową on-line, gdzie kupuje się i sprzedaje wirtualnie zawodników. Poszukiwanie sprawcy krążą wokół konfliktów w lidze i romansów. Dr Mayer radzi Wellsowi odpocząć i zrelaksować się, rada okazuje się skuteczna i asystent znów czuje się mężczyzną. Bones w książce uśmierca agenta Andy’ego. Booth nie zgadza się na taki koniec swojego bohatera. Stara się udowodnić Brennan, że ma rację. |    |                                    |                |                            |                      |                      |        |
| 217 | 5  | The Resurrection in the Remains    | Chad Lowe      | Mary Trahan                | 29 października 2015 | 17 listopada 2016    | BAKY05 |
| Podczas przygotowań do Halloween młodzi ludzie w kościele odnajdują zwłoki młodej kobiety. Ekipa z Jeffersonian pod szczątkami odkrywa trumnę z ciałem generała Howe z początków XIX w. Ofiarą jest studentka medycyny, która razem z kolegą chciała odkryć, co dzieje się po śmierci. W tym celu zatrzymywali akcję serca i wskrzeszali się wzajemnie. Sarah bardzo się zmieniła po tym wydarzeniu. Do śledztwa dołącza ekscentryczny Ichabod Crane z Towarzystwa Historycznego, który ubiera się i zachowuje jakby żył 200 lat temu. Okazało się, że chłopak Sarah nie zobaczył niczego po śmierci i to doprowadziło go do utraty wiary. Obwiniał za to dziewczynę i zemścił się na niej. |    |                                    |                |                            |                      |                      |        |
| 218 | 6  | The Senator in the Street Sweeper  | Steve Robin    | Emily Silver               | 5 listopada 2015     | 24 listopada 2016    | BAKY06 |
| Śmieciarka wciąga worek ze zwłokami i rozczłonkowuje je na szczotce. Ofiarą jest senator USA. Okazuje się, że spotykał się zbyt często z szefową partii i jakąś młodą dziewczyną. Dziewczyna to jego nieślubna córka. Senator miał moralny problem, bo chciał zagłosować inaczej niż jego partia, dla dobra ludzi. To nie spodobało się jego asystentowi, który liczył na karierę polityczną. Podczas śledztwa Aubrey ma sprawdzić przeszłość asystentki Warren. Jessica i Aubrey zbliżają się do siebie. Booth chce kupić telewizor do sypialni, Bones początkowo się nie zgadza, ale później sama kupuje telewizor, by pooglądać filmy w łóżku. |    |                                    |                |                            |                      |                      |        |
| 219 | 7  | The Promise in the Palace          | Jeannot Szwarc | Joe Hortua                 | 12 listopada 2015    | 1 grudnia 2016       | BAKY07 |
| Rowerzyści w lesie wpadają na ludzkie szczątki objedzone przez zwierzęta. Okazuje się, że to zwłoki młodej kobiety, która ma w gardle kluczyk. Była iluzjonistką, która pracowała w Magic Palace, inkubatorze dla młodych talentów. Właściciel powierzył jej tajemnice swoich sztuczek. Dziewczyna otrzymała propozycję nowej pracy i to nie spodobało się szefowi pałacu. Sebastian odwiedza Angelę w pracy, ale okazuje się, że interesuje się nie żoną Hodginsa, ale Cam. Ona nie jest pewna, czy powinna umawiać się po kilku miesiącach zerwania z Arastoo, w końcu zgadza się na randkę. |    |                                    |                |                            |                      |                      |        |
| 220 | 8  | High Treason in the Holiday Season | Anne Renton    | Jon Cowan                  | 19 listopada 2015    | 8 grudnia 2016       | BAKY08 |
| W stawie na polu golfowym odnaleziono zwłoki kobiety. Okazało się, że to reporterka polityczna, która przy pomocy informatora o nicku Amerykanin chciała ujawnić dane NSA (Agencji Bezpieczeństwa Narodowego). Do śledztwa włącza się agent Gill z NSA. Booth uważa, że Amerykanin to zdrajca, a nie patriota. Okazuje się nim sam Gill, który uważał, że NSA postępuje niewłaściwie. Do Bootha przyjeżdża syn – Parker. Cała ekipa Instytutu Jeffersona i Aubrey spędzają Święto Dziękczynienia w domu Bones i Bootha. |    |                                    |                |                            |                      |                      |        |
| 221 | 9  | The Cowboy in the Contest          | Chad Lowe      | Karine Rosenthal           | 10 grudnia 2015      | 15 grudnia 2016      | BAKY09 |
| Odcinek undercover. Znaleziono zwłoki mężczyzny, który wyglądał jak cowboy. Z zawodu był księgowym, ale fascynował się Dzikim Zachodem. Spotykał się z innymi entuzjastami koni, strzelb i saloonów podczas gry weekendowej. Buck i Wanda zjawiają się w tym miasteczku, by wziąć udział w konkursie strzelania i rozwiązać sprawę. Bones nie zgadza się na kupno motoru, zamiast niego kupuje Boothowi rower z silniczkiem. Hodgins tłumaczy Angeli, że nie jest gotowy na kolejne dziecko, że dobrze im w trójkę i nie chce tego zmieniać. |    |                                    |                |                            |                      |                      |        |
| 222 | 10 | The Doom in the Boom               | Michael Lange  | Keith Foglesong            | 10 grudnia 2015      | 30 grudnia 2016      | BAKY10 |
| Młodzi skaterzy znaleźli zmasakrowane zwłoki. Szybko pojawił się tam też paparazzi, który sfotografował ciało. Na miejsce przyjechali Hodgins, Cam i Aubrey. Podczas oględzin zadzwonił telefon ofiary i nastąpiła eksplozja. Czterech policjantów zginęło, Aubrey osłonił własnym ciałem Hodginsa, ale obaj stracili przytomność. Jack był poobijany, ale Aubrey musiał przejść operację. Okazało się, ze ofiara jest również policjantem. Do Waszyngtonu przyjeżdża Arastoo, żeby pomóc ekipie, ale też spotakć się z Cam i do niej wrócić. Cam spotyka się z Sebastianem, ale nie jest pewna, czy to dobry wybór. W sprawie pomaga również chaotyczna behaviorystka z FBI Karen Delfs. Okazało się, że nie było to zaplanowane morderstwo. Podczas rozmowy Cam z Arastoo słychać krzyk Angeli. Hodgins stracił przytomność, w szpitalu okazało się, że jest sparaliżowany. |    |                                    |                |                            |                      |                      |        |
| 223 | 11 | The Death in the Defense           | Arlene Sanford | Kendall Sand               | 14 kwietnia 2016     | 3 stycznia 2017      | BAKY11 |
| 8 tygodni po eksplozji bomby Hodgins wychodzi ze szpitala, jest sparaliżowany od pasa w dół. Znaleziono zwłoki kobiety, która była adwokatką z urzędu, dobrą osobą, która wszystkim pomagała. Podejrzewani są jej klienci i współpracownicy. Okazało się, że ofiara nie chciała związać się ze swoim szefem. Instytut odwiedza Hodgins, który chce pomagać, a powinien odpoczywać jeszcze w domu. Razem z Wendellem pracują nad odnalezieniem kości porwanych przez nurt rzeki. Hodgins intensywnie się rehabilituje, niestety dzwoni do niego jego lekarz i oznajmia, że nerwy są w atrofii i nie będzie już nigdy chodził. Jack ukrywa to przed Angelą. |    |                                    |                |                            |                      |                      |        |
| 224 | 12 | The Murder of the Meninist         | Ian Toynton    | Hilary Weisman Graham      | 21 kwietnia 2016     | 5 stycznia 2017      | BAKY12 |
| Podczas wypadku ginie człowiek, a jego ciało zostaje spalone. Ekipa musi zidentyfikować mężczyznę. Okazuje się, że był członkiem grupy walczącej o prawa mężczyzn. Podczas przesłuchania Bones uderza w twarz człowieka, który uważa, że kobiety są gorsze od mężczyzn, grozi jej za to kara. Jednak Brennan myśli, że miała rację. Booth uważa, że ostatnie przegrane mecze Flyersów to pech, który przynosi Bones oglądająca z nim rozgrywki. Hodgins wraca do pracy, jest niemiły dla wszystkich, nie potrafi się pogodzić z niepełnosprawnością, zamyka się w sobie. Mówi Angeli, że powinna od niego odejść, bo nie jest już tym samym człowiekiem, co kiedyś. |    |                                    |                |                            |                      |                      |        |
| 225 | 13 | The Monster in the Closet          | Randy Zisk     | Michael Peterson           | 28 kwietnia 2016     | 10 stycznia 2017     | BAKY13 |
| Córka Bootha i Bones boi się potwora z szafy. Tymczasem w Jeffersonian trwa rekonstrukcja zwłok kobiety ubranej w staromodne ubrania, w torebce znaleziono kasetę z piosenkami dla dzieci i Biblię. Ciało nosi ślady pośmiertnych złamań i ukruszeń zębów. Wygląda na to, że zabójca mieszkał ze zwłokami kilka miesięcy. Otwory w kościach służyły do podwieszania zwłok jak marionetki. Morderca to psychopata. Angi i Hodgins kłócą się, Jack jest okrutny dla swojej żony. Cam zbliża się znów z Arastoo. Bones i Booth odnajdują dom, w którym mieszka upośledzony umysłowo mężczyzna, który znał mordercę i bardzo się go boi. Ten człowiek po krótkim czasie wiesza się w swojej celi. Okazało się, że ofiara to Allison Monroe, pracownik społeczny. Ona i inne ofiary tego mordercy są tzw. filarami społecznymi, szanowanymi obywatelami. W domu upośledzonego mężczyzny znajdowała się kamera. Możliwe, że ktoś widział Bootha i Bones. |    |                                    |                |                            |                      |                      |        |
| 226 | 14 | The Last Shot at a Second Chance   | David Grossman | Emily Silver               | 5 maja 2016          | 12 stycznia 2017     | BAKY14 |
| Bones jest przesłuchiwana w FBI w sprawie uderzenia człowieka w twarz, nie zgadza się z argumentacją, że nie powinna tego robić. W Jeffersonian trwa rekonstrukcja zwłok kobiety, którą odnaleziono w lawinie błota. Okazało się, że kiedyś była narkomanką, a później mieszkała w ośrodku resocjalizacyjnym. Podejrzanym jest Kenny – przyjaciel Bootha z więzienia. Seeley nie wierzy w winę kolegi. Okazało się, że był kiedyś chłopakiem ofiary i ma z nią córkę. Booth doprowadza do ich spotkania. Mordercą był mężczyzna prowadzący ośrodek. Aubrey i Jessica spotykają się i nie mogą pokonać bariery pierwszego pocałunku. W końcu przypadkowo im się to udaje. Brennan po kolejnym przesłuchaniu w FBI i groźbie zerwania współpracy zgadza się z komisją i obiecuje, że się poprawi i jej zachowanie się nie powtórzy. Booth ręczy za żonę. |    |                                    |                |                            |                      |                      |        |
| 227 | 15 | The Fight in the Fixer             | Silver Tree    | Joe Hortua                 | 12 maja 2016         | 17 stycznia 2017     | BAKY15 |
| Christine otrzymała znakomite oceny, jedna z nich budzi podejrzenia dr Wellsa, że jest sfałszowana, dostawiono znak plus. Po analizie atramentu okazało się, że faktycznie tusz jest inny. Bones nie mogła uwierzyć, że córka jest w stanie oszukać, na szczęście, była to poprawka nauczycielki. W Jeffersonian trwa identyfikacja ofiary zamrożonej w lodzie. Okazało się, że to człowiek, który pomagał w załatwianiu różnych interesów, nie zawsze legalnych. W trakcie śledztwa pojawiają się akta ojca Aubreya – oszusta. Aubrey nie chce ich czytać, ale gdy się decyduje, zauważa, że jest śledzony. Hodgins rozpieszcza Angelę biżuterią w zamian za swoje zachowanie, w końcu wyjaśniają sobie wszystko i ich związek wraca do normy. |    |                                    |                |                            |                      |                      |        |
| 228 | 16 | The Strike in the Chord            | Michael Lange  | Yael Zinkow                | 19 maja 2016         | 19 stycznia 2017     | BAKY16 |
| Młodzi ludzie chcąc uwolnić szczury laboratoryjne odnajdują zwłoki. Okazuje się, że to student, który śpiewał w zespole a capella na uczelni. Dochodziło tam do wielu sporów, nie tylko o muzykę. Do instytutu trafia kolejna asystentka Sandy Mills, która jednak nie radzi sobie i Bones ją zwalnia. Parker, syn Bootha, nie wie, jak powiedzieć ojcu, że woli warsztaty pisarskie niż wyprawę na ryby. Prosi o pomoc Brennan. Hodgins chce poddać się ryzykownej operacji, ale Angela namawia go do rezygnacji, nie chce go stracić. Koniec odcinka to wspólne oglądanie kasety z występem Aubreya, który kiedyś też śpiewał a capella na uczelni. |    |                                    |                |                            |                      |                      |        |
| 229 | 17 | The Secret in the Service          | Dwight Little  | Kandall Sand, Mary Trahan  | 26 maja 2016         | 24 stycznia 2017     | BAKY17 |
| Pijany mężczyzna odnajduje w parku zwłoki. Okazuje się, że to członek ochrony prezydenta USA. Śledztwo prowadzi po kolei do innych agentów, do partnerki, aż do szefa ochrony Walkera. W czasie poszukiwań Hodginsowi zrywa się uprzęż alpinistyczna i prawie spada w dół zsypu. Na szczęście utrzymuje się na wyćwiczonych rękach. Ekipie z Jeffersonian towarzyszy jeden z asystentów Bones – dr Fischer jako konsultant Agencji Bezpieczeństwa Wewnętrznego. Okazuje się, że jest tutorem córki prezydenta. |    |                                    |                |                            |                      |                      |        |
| 230 | 18 | The Movie in the Making            | Randy Zisk     | Keith Foglesong            | 2 czerwca 2016       | 26 stycznia 2017     | BAKY18 |
| W ramach reportażu o Ameryce kręcony jest film o pracy Instytutu Jeffersonian i jego współpracy z FBI. Po kolei przedstawiani są nasi bohaterowie przy pracy nad kolejną sprawą. Każda z nich wypowiada się, kim jest i co robi. Wspomniani są asystenci dr Brennan sprzed lat. Bones w szkole Christine pokazuje na czym polega jej praca. Budzi to w dzieciach wstręt, ale i ciekawość. Ofiarą, którą identyfikuje ekipa jest młody chłopak, który zagubił się nieco w życiu, był skonfliktowany z ojcem. Poszukiwania sprawcy zataczają koło. Pod koniec reportażu, podczas którego Cam nie chce mówić o prywatnych sprawach, w końcu przełamuje się i oświadcza Arastoo sama. |    |                                    |                |                            |                      |                      |        |
| 231 | 19 | The Head in the Abutment           | Ian Toynton    | Gene Hong                  | 16 czerwca 2016      | 31 stycznia 2017     | BAKY19 |
| W rzece znaleziono ciało bez głowy, okazało się, że przypadkowo została odcięta śmigłem silnika na łodzi. Hodgins buduje drony z łapaczem i razem z dr Wellsem zaczynają zawody, kto pierwszy odnajdzie głowę na jeziorze. Bones opisuje uszkodzenia ciała ofiary, wtedy Booth rozpoznaje te urazy i dopasowuje je do słynnego zawodnika hokeja. Ma rację. Śledztwo prowadzi do nowej szefowej, pracownika od sprzętu, a w końcu do dilerki narkotyków. Bones i Booth postanawiają zrobić porządki w domu i wyrzucić zbędne rzeczy. Niestety, żadne z nich nie umie pożegnać się z ulubionymi przedmiotami, Bones z ksiązkami, a Booth ze skarpetkami i wieloma gadżetami. |    |                                    |                |                            |                      |                      |        |
| 232 | 20 | The Stiff in the Cliff             | Jeannot Szwarc | Kathy Reichs, Kerry Reichs | 23 czerwca 2016      | 2 lutego 2017        | BAKY20 |
| Na Alasce odnaleziono zamrożone ciało szefa wyprawy sprzed 15 lat, okazało się, że ktoś go zabił. Wyprawa odkryła, że jej poprzednicy zjadali się wzajemnie, kiedy zabrakło im jedzenia. W skład ekipy wchodziło tylko 5 osób, w tym asystent Clark Edison, jak był studentem. Zostaje odsunięty od śledztwa. Ekipa po kolei sprawdza każdą osobę, na jaw wychodzą oszustwa, romanse i wymyślone fakty o kanibalizmie. Przyjeżdża siostra Cam – Felicia, by pomóc jej w przygotowaniach do ślubu. Organizuje wszystko bardzo klasycznie, elegancko, skromnie, a Cam chce bajkowego ślubu z balem. W końcu przestaje udawać, że jej się to podoba i wyznaje siostrze prawdę. Felicia jest zaskoczona, ale zgadza się z nowymi pomysłami Cam. |    |                                    |                |                            |                      |                      |        |
| 233 | 21 | The Jewel in the Crown             | David Grossman | Jon Cowan                  | 14 lipca 2016        | 7 lutego 2017        | BAKY21 |
| Ciało kobiety zasypane było szkłem w zakładzie utylizacji. W podniebienie wbity był brylant. Okazało się, że był częścią drogocennego sztyletu, który należał do francuskiej rodziny królewskiej. W śledztwie pomaga policjant z Francji. W pobliżu Hodginsa podskakują przedmioty, Daisy na początku myśli, że to duchy, a potem odkrywa prawdę, że to niekontrolowane ruchy nóg Hodginsa. Booth słabo widzi i nie chce nosić okularów, w końcu się przekonuje, na szczęście są potrzebne tylko czasowo. |    |                                    |                |                            |                      |                      |        |
| 234 | 22 | The Nightmare Within the Nightmare | David Boreanaz | Michael Peterson           | 21 lipca 2016        | 9 lutego 2017        | BAKY22 |
| Powraca sprawa Alison Monroe i psychopatycznego zabójcy od marionetek. Pojawia się kolejna ofiara, która ubrana jest w ubrania Bones. Brennan oddała je do punktu charytatywnego, wiadomo, że morderca na nią poluje. Zespół szuka wspólnych punktów ofiar. Bones ma straszne koszmary, śnią się jej spalone zwłoki, które ożywają. Jest bliska wyczerpania. Ojciec pani doktor zajmuje się dziećmi, a Booth i Bones pracują nad sprawą. Bones trafia do psychologa ofiary, który uświadamia jej, że fakty z koszmarów wiążą się ze sprawcą. W snach Bones pojawia się też Wendell – jest symbolem asystenta. Ekipa dochodzi do wniosku, że morderca jest geniuszem i zna się na anatomii. Hodgins ma silne bóle neuropatyczne, cierpi, ale ma nadzieję, że to znak powrotu do zdrowia. Przyjaciele otrzymują od Bones maila, że zaprasza ich do knajpki. Czekają na nią, ale okazuje się, że to nie Brennan wysłała informację. Ktoś porywa Bones z instytutu. Booth szaleje, zespół organizuje burzę mózgów. Seeley ma pomysł, jedzie do szpitala psychiatrycznego do Zacka Addy’ego, nie ma go w łóżku. Bones budzi się i widzi przed sobą byłego asystenta... |    |                                    |                |                            |                      |                      |        |

## Sezon 12
| 235 | 1  | The Hope in the Horror                | Emily Deschanel    | Michael Peterson                                                     | 3 stycznia 2017  | 16 lutego 2017   | CAKY01 |
| Bone budzi się i widzi Zacka. Rozmawiają. Zespół szuka dr Brennan, odkrywa, że są w piwnicy, Booth wpada tam i chce zabić Zacka, Bones go zasłania. Okazuje się, że dr Andy zarzeka się, że nikogo nie zabił, a Bones mu wierzy. dr Andy podczas przesłuchania opowiada, że miał dostęp do maili całego zespołu i wiedział, co u nich się dzieje. Okazuje się również, że dr Bancroft – lekarz cudotwórca, który wymyślił terapię dla Hodginsa to ... Zack. Podczas rozmowy tłumaczy, że chciał mu dać nadzieję, bo tylko to pozostało Jackowi. Podczas śledztwa dotyczącego ofiar mordercy, Karen dochodzi do wniosku, że sprawca ma podwójną osobowość. Gdy Brennan opowiada o tym Andy’emu podczas analizy dokumentów sprawy, ten zaczyna wierzyć, że mógł to zrobić. Bones odnajduje czwartą ofiarę, to pół człowieka. Dochodzą do wniosku, że to brat syjamski sprawcy. Angela podczas rekonstrukcji stwarza portret lekarza psychiatry Zacka. To on jest psychopatycznym zabójcą. Zack jest uwolniony od zarzutów, zespół zastanawia się, czy zabójstwo lobbysty, za który został skazany, też było dziełem kogoś innego. |    |                                       |                    |                                                                      |                  |                  |        |
| 236 | 2  | The Brain in the Bot                  | Ian Toynton        | Hilary Weisman Graham                                                | 10 stycznia 2017 | 23 lutego 2017   | CAKY02 |
| Psy podczas konkursu psich piękności odnajdują zwłoki w lesie. Okazuje się, że był to naukowiec, który stworzył robota do pracy z dziećmi autystycznymi. Ami – robot chwilowo nawet jest podejrzewany o zabójstwo. Naukowiec pracował również nad seks-lalkami i nieporozumienia ze wspólnikiem doprowadziły do tragedii. Bones planuje swoje urodziny. W tym czasie Angela dostaje nagrodę McArthura, a Daisy stara się o posadę głównego antropologa w NFL. Podczas przyjęcia okazuje się, że to Bones ma dla wszystkich prezenty, to ona nominowała Angelę do nagrody i Daisy do pracy. Max podczas przyjęcia ukrywa chorobę, nie chce, by Bones się o tym dowiedziała. |    |                                       |                    |                                                                      |                  |                  |        |
| 237 | 3  | The New Tricks in the Old Dogs        | David Grossman     | Ted Peterson                                                         | 17 stycznia 2017 | 2 marca 2017     | CAKY03 |
| Nastolatki chcąc przeprowadzić eksperyment naukowy wsypują cukier do beczki z kwasem. Z beczki wysuwa się masa, w której są zatopione zwłoki. Okazało się, że to pensjonariusz pobliskiego domu starości. Został zabity aluminiową laską. Podejrzany jest pielęgniarz i inni pensjonariusze. Booth poznaje w ośrodku byłego żołnierza, który służył w Wietnamie, odczuwa w stosunku do niego sympatię. Ofiara miała bardzo słabe kości w stosunku do badań sprzed 6 miesięcy. To oznaczało, że nie brała leków, śledztwo wykazało, że były sprzedawane w sieci. Powodem ataku na ofiarę było przechwalanie się wojskowym doświadczeniem, którego staruszek nie miał. |    |                                       |                    |                                                                      |                  |                  |        |
| 238 | 4  | The Price for the Past                | Randy Zisk         | Jonathan Collier                                                     | 24 stycznia 2017 | 9 marca 2017     | CAKY04 |
| Znalezione zwłoki mają obrażenia świadczące o udziale w działaniach wojennych, a dodatkowo zniszczone kolana. Bones rozpoznaje ofiarę. jest to Aldo Clemens – kapelan wojskowy, który udzielał ślubu jej i Boothowi. Seeley nie może darować sobie, że nie utrzymywał z nim ostatnio kontaktów. Analiza wykazała ślady narkotyków i okazało się, że ksiądz ostatnie miesiące życia spędzał w nieciekawym towarzystwie. Ekipa dociera do miejsca zbrodni, stoi tam stół, do którego taśmą przywiązany był Aldo, a na nim postawiono klatkę ze szczurami, które wyjadały mu wnętrzności. Po chwili wybuch niszczy wszystko, Booth i Bones ledwo uchodzą z życiem. Okazało się, że Aldo uderzając głową w stół popełnił samobójstwo. Nie chciał wydać, kto zastrzelił ważnego generała – zbrodniarza wojennego podczas wojny w Bośni. Booth wie, że w ten sposób Aldo oddał za niego życie. |    |                                       |                    |                                                                      |                  |                  |        |
| 239 | 5  | The Tutor in the Tussle               | Dwight Little      | Eric Randall                                                         | 31 stycznia 2017 | 16 marca 2017    | CAKY05 |
| Nastolatki kradną tablice ze śmiesznymi nazwami ulic. Przez przypadek policjant goniący chłopaka natrafia na zwłoki. Okazało się, że to młody chłopak, który udzielał korepetycji dzieciakom bogatych i wymagających rodziców. Poszukiwania sprawcy koncentrują się na bogatych mamusiach, konkurencji, a ostatecznie kończą się na zakochanych w korepetytorze uczniach. Aubrey spotyka ojca, ten chce z nim nawiązać kontakt i prosi go o pieniądze dla przyrodniego brata. Aubrey nie wie, co robić. Ostatecznie, po rozmowie z Boothem decyduje się wydać ojca FBI. Okazało się, że ojciec Aubreya kłamał i znów chciał go oszukać. |    |                                       |                    |                                                                      |                  |                  |        |
| 240 | 6  | The Flaw in the Saw                   | Denise Di Novi     | Yael Zinkow                                                          | 7 lutego 2017    | 23 marca 2017    | CAKY06 |
| W pojemniku pełnym zwierzęcych wnętrzności znaleziono poćwiartowane zwłoki. Była to kobieta, która trenowała golf, a ostatnio brała udział w zawodach drwali z sukcesami. Nie była lubiana, bo wszystko obliczała matematycznie i cięcia i piłowanie. W Jeffersonian Hodgins i Fuentes szukając śladów świetnie bawią się piłami łańcuchowymi. Okazało się, że dziewczyna była w związku z kobietą, a na zawodach poznała inną. Podejrzanymi są konkurenci i zdradzona kobieta, ale również właściciel food tracka, z którym dziewczyna miewała zatargi. Hodgins zdobywa dowód, że to nie Zack zabił lobbystę, ale Cam nie chce w to wierzyć. Za bardzo wszyscy chcą uwolnić dr Andy’ego z więzienia i mogą popełniać błędy. |    |                                       |                    |                                                                      |                  |                  |        |
| 241 | 7  | The Scare in the Score                | Randy Zisk         | Joe Hortua                                                           | 14 lutego 2017   | 30 marca 2017    | CAKY07 |
| Znaleziono zwłoki starszej kobiety w parku, która lubiła robić zakupy przez TV. Okazało się, że była torturowana, a jednym z jej dostawców był były rangers – kolega Bootha. Sprawa jest powiązana z Aldo i zastrzeleniem generała Radika w Bośni. FBI odnajduje młodego człowieka – syna generała, który wydaje się niewinny. W starym klubie sportowym FBI odnajduje zwłoki kolegi Bootha, też był torturowany. Dzieci Bootha i Bones razem z Maxem ukryte są w bezpiecznym domu. Niestety, docierają tam zabójcy. Na szczęście Maxowi udaje się ochronić Christine i Hanka, sam jednak zostaje poważnie ranny. Booth udowadnia synowi Radika, że jest mordercą. Ojciec Bones umiera w szpitalu. |    |                                       |                    |                                                                      |                  |                  |        |
| 242 | 8  | The Grief and the Girl                | Anton Cropper      | Karine Rosenthal                                                     | 21 lutego 2017   | 6 kwietnia 2017  | CAKY08 |
| Brennan nie może pogodzić się ze śmiercią ojca. Odsuwa się od Bootha. Na wieść o śmierci Maxa przyjeżdża do Brennan Sully, ten, który mógłby być na miejscu Bootha. Jest już emerytowanym agentem FBI. Pociesza ją i dodaje otuchy. Booth i Aubrey wyjeżdżają do Kanady, gdzie znaleziono zwłoki młodej Amerykanki. Okazało się, że dziewczyna poszukiwała rodziny swojej babci i została zastrzelona z łuku. Na miejscu jej domu znaleziono ślady pradawnej osady Wikingów. Na pogrzebie Maxa Bones opowiada o miłości do ojca, jego historii i zmianie. Ostatecznie Bones i Booth zdają sobie sprawę z tego, że są razem bardzo szczęśliwi. |    |                                       |                    |                                                                      |                  |                  |        |
| 243 | 9  | The Steel in the Wheels               | Robert Reed Altman | Hilary Weisman Graham, Ted Peterson                                  | 7 marca 2017     | 13 kwietnia 2017 | CAKY09 |
| Hodgins pracuje nad sprawą Zacka Addy’ego. Tymczasem w rolach siana odnajdują się zwłoki młodego chłopaka, który napadał na banki. Związany był również z zawodami demolowania starych samochodów. Bones i Booth jadą pod przykrywką na zawody. Okazuje się, że kasjerka z banku przywłaszczyła sobie część gotówki z napadu i myślała, że to się nie wyda. Do FBI przyjeżdża dr Wyatt – psycholog Bootha z dawnych lat i pomaga mu rozwiązać sprawę. Hogdins i Wyatt razem odnajdują zwłoki pierwszego ucznia Gormogona, są na nim ślady z zabójstwa lobbysty. Zack jest niewinny. |    |                                       |                    |                                                                      |                  |                  |        |
| 244 | 10 | The Radioactive Panthers in the Party | Michael Lange      | Keith Foglesong                                                      | 14 marca 2017    | 20 kwietnia 2017 | CAKY10 |
| Z wiaduktu na jadący samochód spadają zwłoki, okazuje się, że to właściciel firmy produkującej materace, który chciał zrobić karierę jako reżyser. Zatrudnił w swoim filmie aktora z filmu „świat wg Bundych”, który namieszał w scenariuszu i zrobił z niego horror klasy B. Ofiara była poraniona pazurami pantery, ale to nie zwierzę go zabiło. Kiedy reżyser zrezygnował z kariery w filmie i chciał wrócić do firmy komuś się to nie spodobało. Pojawia się również dr Mayer, która udziela rad Bones na temat pasji w pracy. Wendell nie może wybrać tematu swojej pracy doktorskiej. Bones uważa, że oznacza to, że antropologia sądowa nie powinna być zawodem Wendella. Booth oddaje śledztwo Aubreyowi, młody agent bardzo się stara i robi wszystko inaczej niż Booth, a jednak osiąga sukces. Okazuje się, że W Los Angeles jest wolny etat w FBI, byłby to awans dla Aubreya. |    |                                       |                    |                                                                      |                  |                  |        |
| 245 | 11 | The Day In The Life                   | Ian Toynton        | Eric Randall, Yael Zinkow                                            | 21 marca 2017    | 27 kwietnia 2017 | CAKY11 |
| 246 | 12 | The End in the End                    | David Boreanaz     | Stephen Nathan, Jonathan Collier, Michael Peterson, Karine Rosenthal | 28 marca 2017    | 4 maja 2017      | CAKY12 |